# Österreichischer Fußball-Cup 2013/14
Der Cup des Österreichischen Fußball-Bundes wurde in der Saison 2013/14 zum 79. Mal ausgespielt. Der ÖFB Cup ist der höchste Pokalbewerbe in Österreich. Cupsieger wurde der FC Red Bull Salzburg.

## Österreichischer Fußballcup

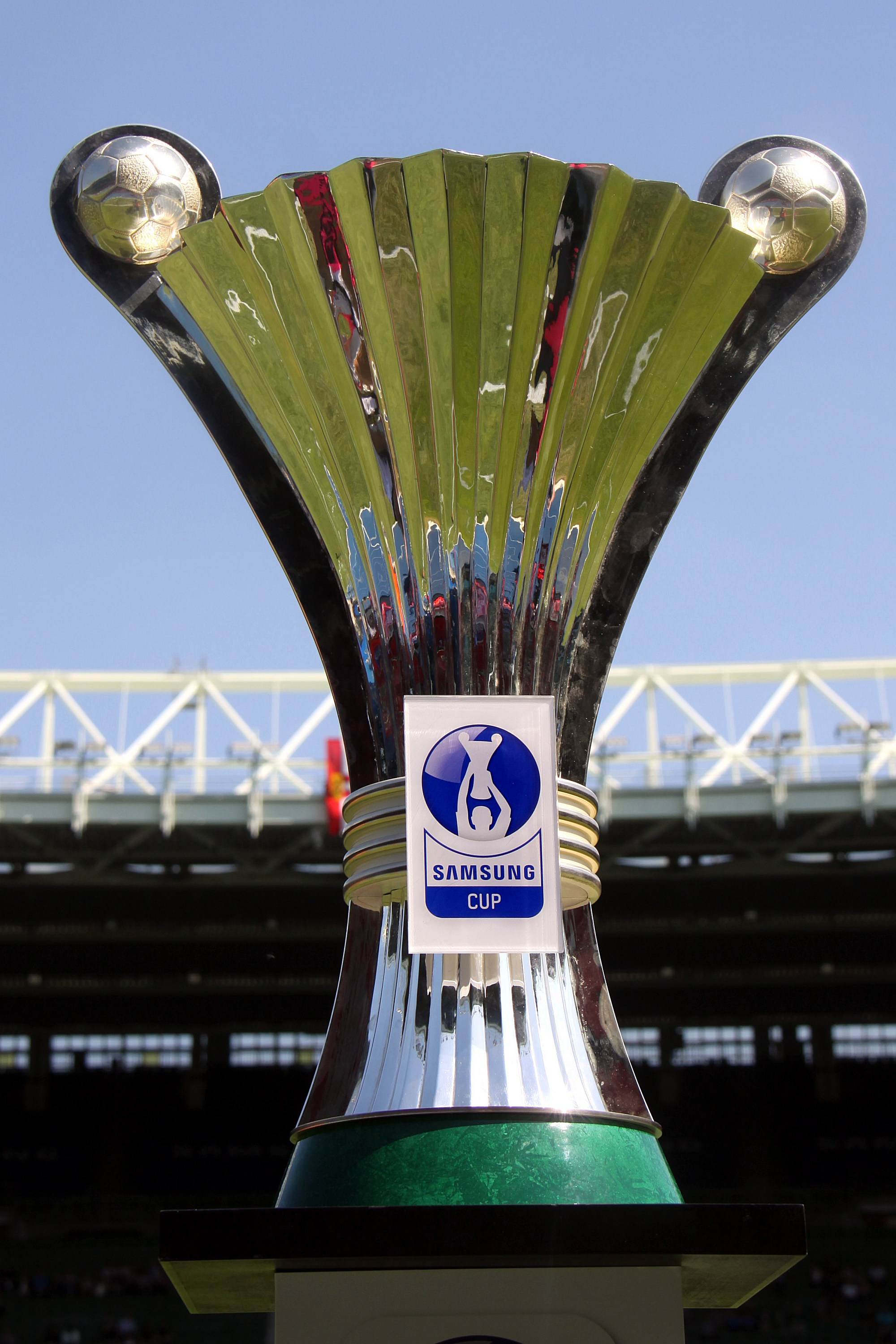
ÖFB-Cup

Der ÖFB-Cup wurde in der Saison 2013/14 zum 79. Mal ausgespielt. Die offizielle Bezeichnung des Wettbewerbs lautet zum vierten Mal in Folge „ÖFB Samsung-Cup“. Der Sieger ist berechtigt, an der Playoff-Runde zur UEFA Europa League 2014/15 teilzunehmen.
Titelverteidiger war FC Pasching, der in der Vorsaison als erster Regionalligist den Titel gewonnen hatte.
Das Finale des ÖFB-Cups 2013/14 wurde am 18. Mai 2014 im Wörthersee Stadion in Klagenfurt ausgetragen. Lediglich bei einer Endspielbegegnung zwischen dem SK Rapid Wien und dem FK Austria Wien wäre es im Ernst-Happel-Stadion in Wien ausgetragen worden. Alle Endspiele des ÖFB-Cups sind in der Liste der ÖFB-Cupendspiele zu finden.
Zum zweiten Mal wurde der Bewerb ohne die Vorrunde sowie ohne Beteiligung von Amateurmannschaften ausgetragen, wobei die Relegationsverlierer in der ersten Runde kein automatisches Heimrecht erhalten. Live-Spiele vor dem Viertelfinale werden mit Sporteo vereinbart.
Die Spiele des ÖFB-Cups sind nicht nur eine Frage des Prestiges, sondern auch ein Kampf um Preisgelder. So erhalten die Teilnehmer der zweiten Runde 4000 Euro Antrittsgeld. Im Achtelfinale erhalten diese 8.000 Euro, im Viertelfinale 25.000 Euro und im Halbfinale 40.000 Euro. Die beiden Endspielteilnehmer werden mit 120.000 Euro belohnt. Dazu kommen die Werbeeinnahmen und die geteilten Zuschauereinnahmen.

### Terminkalender
Die einzelnen Runden im Österreichischen Fußball-Cup finden wie folgt statt:
- 1. Runde: 12./13./14. Juli 2013 (Auslosung: 1. Juli 2013)
- 2. Runde: 24./25. September 2013 (Auslosung: 6. August 2013)
- Achtelfinale: 29./30. Oktober 2013
- Viertelfinale: 15./16. April 2014
- Halbfinale: 6./7. Mai 2014
- Finale: 18. Mai 2014 in Klagenfurt

### Teilnehmer
In der ersten Runde, in der 64 Mannschaften teilnehmen, sind die zehn Mannschaften der Bundesliga und die zehn Mannschaften der Ersten Liga fix qualifiziert. Die restlichen 44 Plätze werden nach einem festgelegten Schlüssel auf Amateurvereine in den Landesverbände aufgeteilt:
- Burgenland, Kärnten, Salzburg, Tirol, Vorarlberg: je 4
- Wien: 5
- Oberösterreich, Steiermark: je 6
- Niederösterreich: 7

| Bundesliga | Erste Liga | Landes-Cup-Sieger |
| --- | --- | --- |
| - FK Austria Wien - FC Red Bull Salzburg - SK Rapid Wien - SK Sturm Graz - Wolfsberger AC - SV Ried - SC Wiener Neustadt - FC Wacker Innsbruck - FC Admira Wacker Mödling - SV Grödig | - SV Mattersburg - SCR Altach - SC Austria Lustenau - SKN St. Pölten - Kapfenberger SV - SV Horn - TSV Hartberg - FC Liefering - SC-ESV Parndorf 1919 - First Vienna FC | - ASV Draßburg (B) - Villacher SV (K) - SC Leopoldsdorf/Marchfelde (NÖ) - SK Vorwärts Steyr (OÖ) - SV Austria Salzburg (S) - SV Lafnitz (ST) - FC Kufstein (T) - Dornbirner SV (V) - Team Wiener Linien (W) |
| Relegationsverlierer: | | |
| - LASK Linz - FC Blau-Weiß Linz | | |
| Regionalliga | Regionalliga | Landesliga |
| - SV Oberwart (B) - SV Stegersbach (B) - SAK Klagenfurt (K) - SK Austria Klagenfurt (K) - SKU Amstetten (NÖ) - ATSV Ober-Grafendorf (NÖ) - SC Retz (NÖ) - 1. SC Sollenau (NÖ) - FC Pasching (OÖ) - Union St. Florian (OÖ) - Union Vöcklamarkt (OÖ) - TSV Neumarkt am Wallersee (S) - TSV St. Johann im Pongau (S) - SV Seekirchen 1945 (S) | - SV Wals-Grünau (S) - USV Allerheiligen (ST) - DSV Leoben (ST) - FC Gratkorn (ST) - SC Kalsdorf (ST) - SC Schwaz (T) - WSG Wattens (T) - SW Bregenz (V) - FC Dornbirn 1913 (V) - FC Hard (V) - FAC Team für Wien (W) - SV Schwechat (W) - Wiener Sportklub (W) - SC Wiener Viktoria (W) | - SC Pinkafeld (B) - FC St. Veit (K) - ASK Bad Vöslau (NÖ) - SC Mannsdorf (NÖ) - FC Lankowitz (ST) - FC Kitzbühel (T)                                                                                       |

Anmerkungen
1. ↑  Die Bundesliga-Mannschaften der Saison 2012/13 sind fix für die erste Hauptrunde qualifiziert. Sie können zwar in die Erste Liga absteigen, es nehmen aber alle Teilnehmer der Ersten Liga an dieser Runde teil.
2. ↑  Der FC Liefering ist zwar laut Statuten eigenständig, da er aber unter der Kontrolle von Red Bull steht, ist er als Zweitklub des FC Red Bull Salzburg anzusehen. Der Aufstieg in die Erste Liga wurde vom ÖFB noch zugelassen, auf eine Teilnahme am Cup verzichtet der Verein (siehe dazu Die Bundesliga machte es offiziell: LASK scheiterte an Red Bull. Oberösterreichische Nachrichten, 28. Juni 2013, abgerufen am 3. Juli 2013.). Stattdessen rückt der TSV St. Johann als Verlierer des Landescup-Finals des Salzburger Landesverbandes nach.
3. ↑  Der Sieger des Landescups, SC-ESV Parndorf 1919 ist bereits als Aufsteiger zur Ersten Liga 2013/14 für den Pokalwettbewerb qualifiziert, daher nimmt der ASV Draßburg als unterlegener Pokalfinalist teil.
4. ↑  SCR Altach II, der Sieger des Vorarlberger Fußballcups 2012/13 ist nicht an der Teilnahme am ÖFB-Cup berechtigt. Daher ist der unterlegene Finalist Dornbirner SV für die erste Runde qualifiziert.

### 1. Runde
Ergebnisse

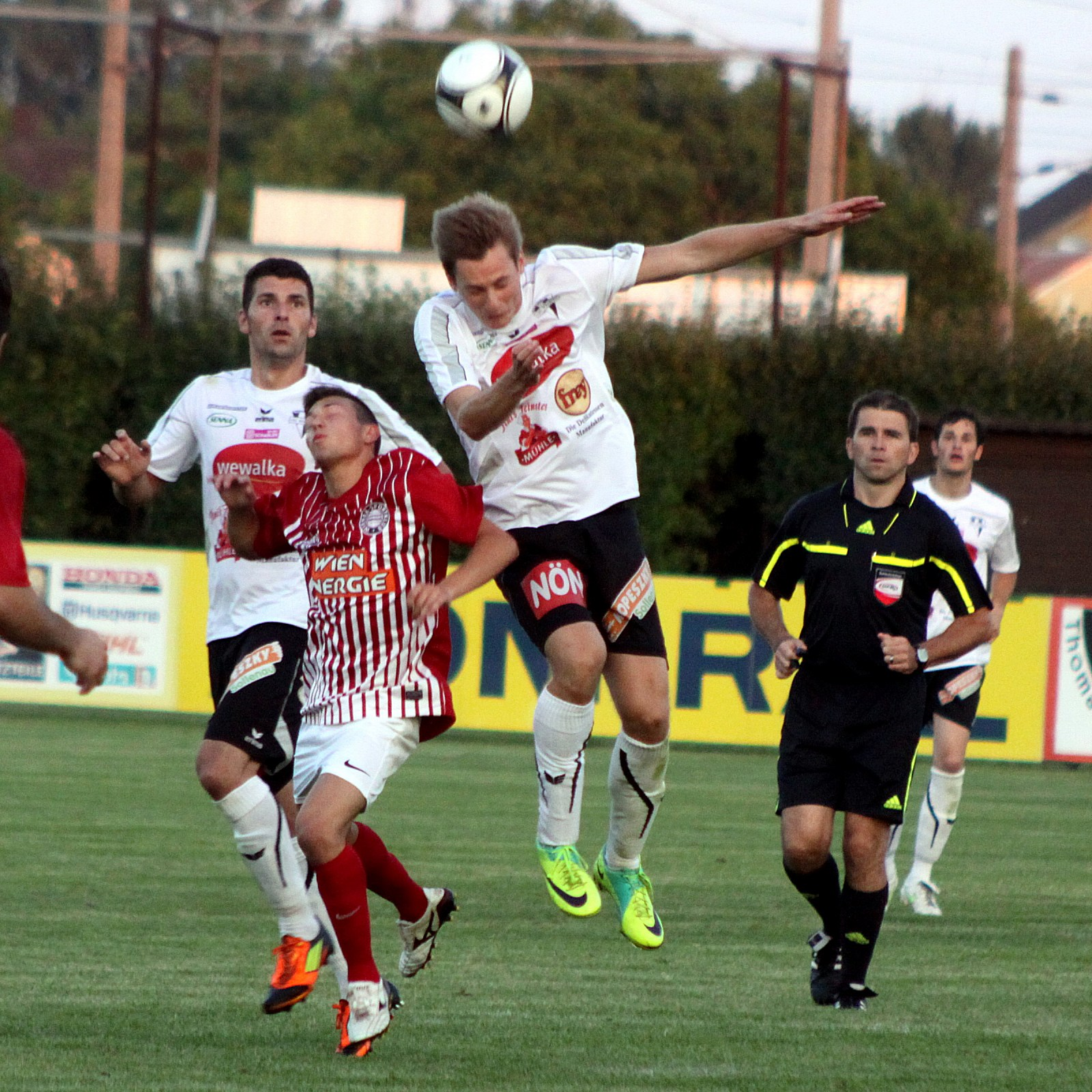
Szene aus dem Spiel: 1. SC Sollenau gegen Wiener Sportklub (1:1).

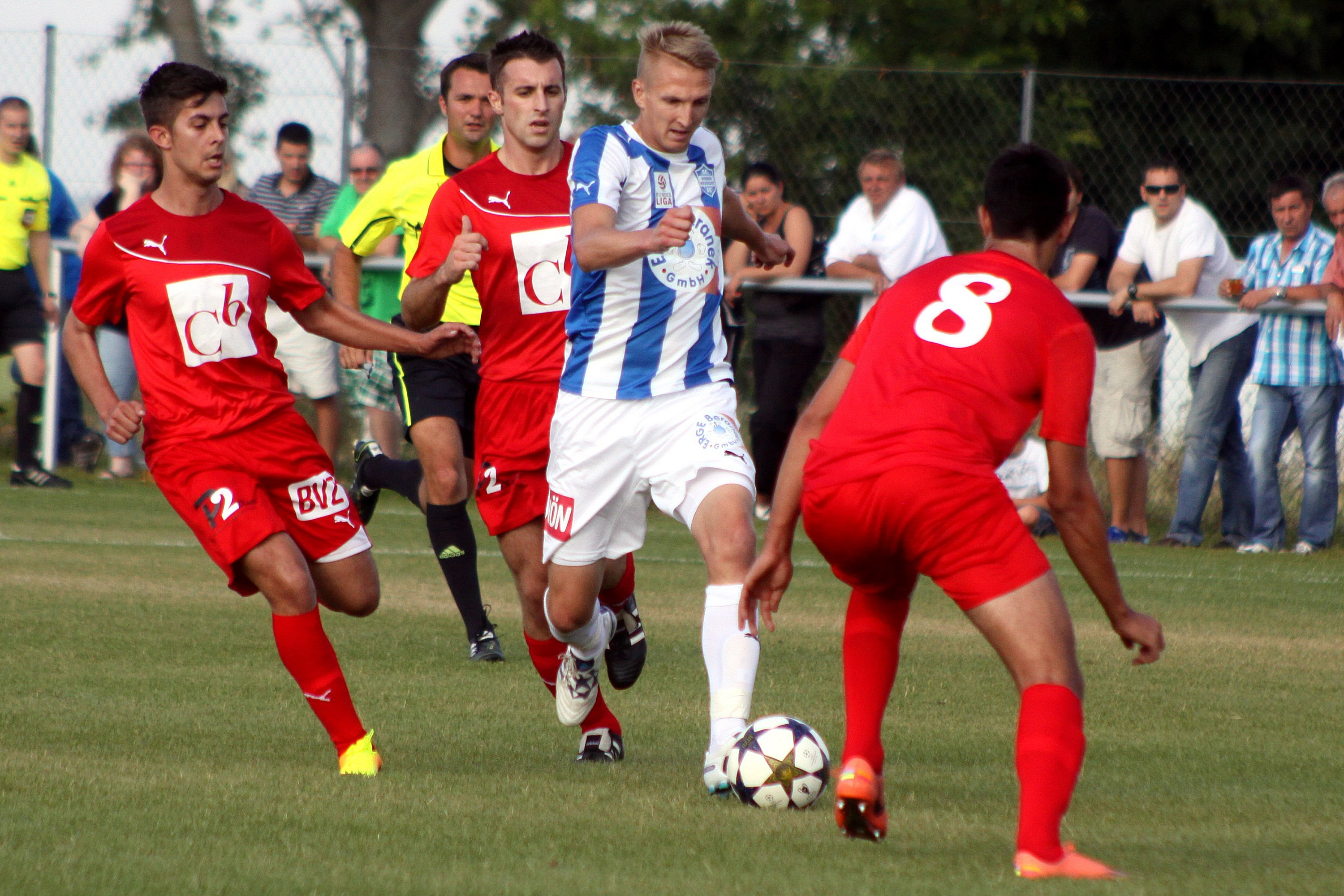
Szene aus dem Spiel: ASV Draßburg gegen SC Wiener Neustadt. Im Bild der zweifache Torschütze für die Wiener Neustädter, Matthias Koch.

Die Begegnungen der ersten Runde wurden am 1. Juli 2013 ausgelost.
Gleich die erste Runde brachte spannende Spiele, zahlreiche Tore und einige Überraschungen. Acht Spiele gingen in die Verlängerung, von denen sechs erst im Elfmeterschießen entschieden wurden; so beispielsweise das Aufeinandertreffen des LASK Linz mit dem SK Rapid Wien, das der Regionalligist gegen den Bundesligisten nach torloser Verlängerung mit 5:4 im Elfmeterschießen für sich entschied und den Rekordmeister in der ersten Runde aus dem Bewerb warf. Mit dem Aufsteiger SV Grödig erwischte es einen zweiten Bundesligaverein. Die Grödiger mussten sich nach einem 1:1-Remis in der Verlängerung im Lokalderby beim SV Austria Salzburg im Elfmeterschießen mit 5:6 geschlagen geben. Held des Spieles war Torhüter Stefan Ebner, der drei Elfmeter abwehrte. Dramatisch verlief auch das Elfmeterschießen zwischen dem 1. SC Sollenau und dem Wiener Sportklub, das nach einem 1:1 in der Verlängerung erst im 14. Strafstoß mit 5:4 für Sollenau entschieden wurde. Ein spannendes Duell lieferten sich auch der Viilacher SV und die WSG Swarovski Wattens. Bereits während des Spiels wechselte ständig die Führung. Mit einem 4:4 ging es in die Verlängerung, die 5:5 endete. Im Elfmeterschießen setzten sich schließlich die Villacher mit 5:4 durch.
| Datum      | Liga | Liga | Liga | Heimmannschaft | | Gastmannschaft | Ergebnis |
| ---------- | --- | --- | --- | --- | --- | --- | --- |
| 12.07.2013 | RL | – | RL | SAK Klagenfurt | – | Union Vöcklamarkt | 3:1 (1:0) |
|            | Torschützen: | Torschützen: | Torschützen: | 1:0 (16.) Thomas Riedl, 2:0 (53.) Thomas Riedl, 3:0 (79.) Christian Dlopst, 3:1 (84.) Christian Brandl | 1:0 (16.) Thomas Riedl, 2:0 (53.) Thomas Riedl, 3:0 (79.) Christian Dlopst, 3:1 (84.) Christian Brandl | 1:0 (16.) Thomas Riedl, 2:0 (53.) Thomas Riedl, 3:0 (79.) Christian Dlopst, 3:1 (84.) Christian Brandl | 1:0 (16.) Thomas Riedl, 2:0 (53.) Thomas Riedl, 3:0 (79.) Christian Dlopst, 3:1 (84.) Christian Brandl |
| 12.07.2013 | L5 | – | RL | SC Leopoldsdorf/Marchfelde (LC) | – | SC-ESV Parndorf 1919 | 1:1 (1:1) / 1:2 n. V. |
|            | Torschützen: | Torschützen: | Torschützen: | 1:0 (9.) Norbert Köhidai, 1:1 (18.) Tomas Horvath, 1:2 (108.) Tomas Horvath | 1:0 (9.) Norbert Köhidai, 1:1 (18.) Tomas Horvath, 1:2 (108.) Tomas Horvath | 1:0 (9.) Norbert Köhidai, 1:1 (18.) Tomas Horvath, 1:2 (108.) Tomas Horvath | 1:0 (9.) Norbert Köhidai, 1:1 (18.) Tomas Horvath, 1:2 (108.) Tomas Horvath |
| 12.07.2013 | RL | – | EL | FC Dornbirn 1913 | – | First Vienna FC 1894 | 1:2 (1:0) |
|            | Torschützen: | Torschützen: | Torschützen: | 1:0 (44.) Jan Gmeiner 44, 1:1 (50.) Mirnes Becirovic, 1:2 (88.) Hakan Gökçek | 1:0 (44.) Jan Gmeiner 44, 1:1 (50.) Mirnes Becirovic, 1:2 (88.) Hakan Gökçek | 1:0 (44.) Jan Gmeiner 44, 1:1 (50.) Mirnes Becirovic, 1:2 (88.) Hakan Gökçek | 1:0 (44.) Jan Gmeiner 44, 1:1 (50.) Mirnes Becirovic, 1:2 (88.) Hakan Gökçek |
| 12.07.2013 | RL | – | EL | DSV Leoben | – | Kapfenberger SV | 2:3 (0:1) |
|            | Torschützen: | Torschützen: | Torschützen: | 0:1 (23.) Philipp Wendler, 0:2 (69.) Mario Grgić, 1:2 (81., Elfmeter) Markus Briza, 2:2 (82.) Stefan Strohmaier, 2:3 (90. +2) Ibrahim Bingöl | 0:1 (23.) Philipp Wendler, 0:2 (69.) Mario Grgić, 1:2 (81., Elfmeter) Markus Briza, 2:2 (82.) Stefan Strohmaier, 2:3 (90. +2) Ibrahim Bingöl | 0:1 (23.) Philipp Wendler, 0:2 (69.) Mario Grgić, 1:2 (81., Elfmeter) Markus Briza, 2:2 (82.) Stefan Strohmaier, 2:3 (90. +2) Ibrahim Bingöl | 0:1 (23.) Philipp Wendler, 0:2 (69.) Mario Grgić, 1:2 (81., Elfmeter) Markus Briza, 2:2 (82.) Stefan Strohmaier, 2:3 (90. +2) Ibrahim Bingöl |
| 12.07.2013 | RL | – | EL | SV Wals-Grünau | – | SKN St. Pölten | 1:2 (1:2) |
|            | Torschützen: | Torschützen: | Torschützen: | 0:1 (17.) Dominik Hofbauer, 1:1 (32.) Matthias Pichler, 1:2 (40.) Jannick Schibany | 0:1 (17.) Dominik Hofbauer, 1:1 (32.) Matthias Pichler, 1:2 (40.) Jannick Schibany | 0:1 (17.) Dominik Hofbauer, 1:1 (32.) Matthias Pichler, 1:2 (40.) Jannick Schibany | 0:1 (17.) Dominik Hofbauer, 1:1 (32.) Matthias Pichler, 1:2 (40.) Jannick Schibany |
| 12.07.2013 | RL | – | EL | SV Lafnitz (LC) | – | SCR Altach | 0:4 (0:3) |
|            | Torschützen: | Torschützen: | Torschützen: | 0:1 (6.) Hannes Aigner, 0:2 (26.) Boris Prokopič, 0:3 (33.) Boris Prokopic, 0:4 (52.) Hannes Aigner | 0:1 (6.) Hannes Aigner, 0:2 (26.) Boris Prokopič, 0:3 (33.) Boris Prokopic, 0:4 (52.) Hannes Aigner | 0:1 (6.) Hannes Aigner, 0:2 (26.) Boris Prokopič, 0:3 (33.) Boris Prokopic, 0:4 (52.) Hannes Aigner | 0:1 (6.) Hannes Aigner, 0:2 (26.) Boris Prokopič, 0:3 (33.) Boris Prokopic, 0:4 (52.) Hannes Aigner |
| 12.07.2013 | RL | – | RL | SV Schwechat | – | SC Kalsdorf | 0:3 (0:2) |
|            | Torschützen: | Torschützen: | Torschützen: | 0:1 (21., Elfmeter) Diego De Souza Silva, 0:2 (33.) Diego De Souza Silva, 0:3 (48.) Markus Gsellmann | 0:1 (21., Elfmeter) Diego De Souza Silva, 0:2 (33.) Diego De Souza Silva, 0:3 (48.) Markus Gsellmann | 0:1 (21., Elfmeter) Diego De Souza Silva, 0:2 (33.) Diego De Souza Silva, 0:3 (48.) Markus Gsellmann | 0:1 (21., Elfmeter) Diego De Souza Silva, 0:2 (33.) Diego De Souza Silva, 0:3 (48.) Markus Gsellmann |
| 12.07.2013 | RL | – | RL | 1. SC Sollenau | – | Wiener Sportklub | 1:1 (1:0) / 1:1 n. V. / 5:4 i. E. |
|            | Torschützen: | Torschützen: | Torschützen: | 1:0 (12.) Helmut Prenner, 1:1 (54.) Marcel Kracher | 1:0 (12.) Helmut Prenner, 1:1 (54.) Marcel Kracher | 1:0 (12.) Helmut Prenner, 1:1 (54.) Marcel Kracher | 1:0 (12.) Helmut Prenner, 1:1 (54.) Marcel Kracher |
| 12.07.2013 | RL | – | RL | FAC Team für Wien | – | FC Kufstein (LC) | 3:1 (1:1) |
|            | Torschützen: | Torschützen: | Torschützen: | 0:1 (13.) Maximilian Mayerl, 1:1 (42.) Sargon Duran, 2:1 (52.) Rene Herbst, 3:1 (67.) Nenad Panic | 0:1 (13.) Maximilian Mayerl, 1:1 (42.) Sargon Duran, 2:1 (52.) Rene Herbst, 3:1 (67.) Nenad Panic | 0:1 (13.) Maximilian Mayerl, 1:1 (42.) Sargon Duran, 2:1 (52.) Rene Herbst, 3:1 (67.) Nenad Panic | 0:1 (13.) Maximilian Mayerl, 1:1 (42.) Sargon Duran, 2:1 (52.) Rene Herbst, 3:1 (67.) Nenad Panic |
| 12.07.2013 | LL | – | RL | ATSV Ober-Grafendorf | – | SKU Amstetten | 2:5 (2:2) |
|            | Torschützen: | Torschützen: | Torschützen: | 0:1 (9.) Arno Kozelsky, 1:1 (20.) Christoph Mattes, 1:2 (26.) Patrick Lachmayr, 2:2 (34.) Claudio Berger, 2:3 (71.) Mario Holzer, 2:4 (74.) Mario Holzer, 2:5 (88.) Thomas Zemann                                                                                     | 0:1 (9.) Arno Kozelsky, 1:1 (20.) Christoph Mattes, 1:2 (26.) Patrick Lachmayr, 2:2 (34.) Claudio Berger, 2:3 (71.) Mario Holzer, 2:4 (74.) Mario Holzer, 2:5 (88.) Thomas Zemann                                                                                     | 0:1 (9.) Arno Kozelsky, 1:1 (20.) Christoph Mattes, 1:2 (26.) Patrick Lachmayr, 2:2 (34.) Claudio Berger, 2:3 (71.) Mario Holzer, 2:4 (74.) Mario Holzer, 2:5 (88.) Thomas Zemann                                                                                     | 0:1 (9.) Arno Kozelsky, 1:1 (20.) Christoph Mattes, 1:2 (26.) Patrick Lachmayr, 2:2 (34.) Claudio Berger, 2:3 (71.) Mario Holzer, 2:4 (74.) Mario Holzer, 2:5 (88.) Thomas Zemann                                                                                     |
| 12.07.2013 | RL | – | BL | SW Bregenz | – | SV Ried | 0:4 (0:0) |
|            | Torschützen: | Torschützen: | Torschützen: | 0:1 (51.) René Gartler, 0:2 (53.) Robert Golemac (Eigentor), 0:3 (79.) Robert Žulj, 0:4 (89.) Toni Vastić | 0:1 (51.) René Gartler, 0:2 (53.) Robert Golemac (Eigentor), 0:3 (79.) Robert Žulj, 0:4 (89.) Toni Vastić | 0:1 (51.) René Gartler, 0:2 (53.) Robert Golemac (Eigentor), 0:3 (79.) Robert Žulj, 0:4 (89.) Toni Vastić | 0:1 (51.) René Gartler, 0:2 (53.) Robert Golemac (Eigentor), 0:3 (79.) Robert Žulj, 0:4 (89.) Toni Vastić |
| 12.07.2013 | RL | – | BL | SV Oberwart | – | FK Austria Wien (M) | 0:3 (0:2) |
|            | Torschützen: | Torschützen: | Torschützen: | 0:1 (21.) Philipp Hosiner, 0:2 (28.) Alexander Grünwald, 0:3 (74.) Marko Stankovic | 0:1 (21.) Philipp Hosiner, 0:2 (28.) Alexander Grünwald, 0:3 (74.) Marko Stankovic | 0:1 (21.) Philipp Hosiner, 0:2 (28.) Alexander Grünwald, 0:3 (74.) Marko Stankovic | 0:1 (21.) Philipp Hosiner, 0:2 (28.) Alexander Grünwald, 0:3 (74.) Marko Stankovic |
| 12.07.2013 | RL | – | BL | SV Seekirchen 1945 | – | FC Admira Wacker Mödling | 0:2 (0:1) |
|            | Torschützen: | Torschützen: | Torschützen: | 0:1 (7.) Stephan Auer, 0:2 (61.) Stephan Zwierschitz | 0:1 (7.) Stephan Auer, 0:2 (61.) Stephan Zwierschitz | 0:1 (7.) Stephan Auer, 0:2 (61.) Stephan Zwierschitz | 0:1 (7.) Stephan Auer, 0:2 (61.) Stephan Zwierschitz |
| 12.07.2013 | RL | – | EL | FC Blau-Weiß Linz | – | SV Mattersburg | 1:5 (1:3) |
|            | Torschützen: | Torschützen: | Torschützen: | 0:1 (16.) Florin Lovin, 1:1 (22.) Thomas Winkler, 1:2 (32.) Patrick Bürger, 1:3 (39.) Ivica Majstorović, 1:4 (52.) Ingo Klemen, 1:5 (90.) Ronald Spuller | 0:1 (16.) Florin Lovin, 1:1 (22.) Thomas Winkler, 1:2 (32.) Patrick Bürger, 1:3 (39.) Ivica Majstorović, 1:4 (52.) Ingo Klemen, 1:5 (90.) Ronald Spuller | 0:1 (16.) Florin Lovin, 1:1 (22.) Thomas Winkler, 1:2 (32.) Patrick Bürger, 1:3 (39.) Ivica Majstorović, 1:4 (52.) Ingo Klemen, 1:5 (90.) Ronald Spuller | 0:1 (16.) Florin Lovin, 1:1 (22.) Thomas Winkler, 1:2 (32.) Patrick Bürger, 1:3 (39.) Ivica Majstorović, 1:4 (52.) Ingo Klemen, 1:5 (90.) Ronald Spuller |
| 13.07.2013 | L5 | – | RL | SC Pinkafeld | – | TSV Neumarkt am Wallersee | 1:1 (0:0) / 4:2 n. V. |
|            | Torschützen: | Torschützen: | Torschützen: | 1:0 (79.) Marius Gheorghe Feraru, 1:1 (90. +3) Thomas Goiginger, 1:2 (97.) Patrick Mayer, 2:2 (107.) Martin Kollowein, 3:2 (114.) Marius Gheorghe Feraru, 4:2 (119.) Martin Kollowein                                                                                 | 1:0 (79.) Marius Gheorghe Feraru, 1:1 (90. +3) Thomas Goiginger, 1:2 (97.) Patrick Mayer, 2:2 (107.) Martin Kollowein, 3:2 (114.) Marius Gheorghe Feraru, 4:2 (119.) Martin Kollowein                                                                                 | 1:0 (79.) Marius Gheorghe Feraru, 1:1 (90. +3) Thomas Goiginger, 1:2 (97.) Patrick Mayer, 2:2 (107.) Martin Kollowein, 3:2 (114.) Marius Gheorghe Feraru, 4:2 (119.) Martin Kollowein                                                                                 | 1:0 (79.) Marius Gheorghe Feraru, 1:1 (90. +3) Thomas Goiginger, 1:2 (97.) Patrick Mayer, 2:2 (107.) Martin Kollowein, 3:2 (114.) Marius Gheorghe Feraru, 4:2 (119.) Martin Kollowein                                                                                 |
| 13.07.2013 | L5 | – | LL | Dornbirner Sportverein (LC) | – | FC Kitzbühel | 1:0 (0:0) |
|            | Torschütze: | Torschütze: | Torschütze: | 1:0 (63.) Julian Schelling | 1:0 (63.) Julian Schelling | 1:0 (63.) Julian Schelling | 1:0 (63.) Julian Schelling |
| 13.07.2013 | RL | – | EL | FC Hard | – | SV Horn | 1:3 (0:1) |
|            | Torschützen: | Torschützen: | Torschützen: | 0:1 (31.) Manuel Hartl, 1:1 (47.) Thomas Beck, 1:2 (63.) Emir Dilic, 1:3 (75.) Fidjeu Tazemeta | 0:1 (31.) Manuel Hartl, 1:1 (47.) Thomas Beck, 1:2 (63.) Emir Dilic, 1:3 (75.) Fidjeu Tazemeta | 0:1 (31.) Manuel Hartl, 1:1 (47.) Thomas Beck, 1:2 (63.) Emir Dilic, 1:3 (75.) Fidjeu Tazemeta | 0:1 (31.) Manuel Hartl, 1:1 (47.) Thomas Beck, 1:2 (63.) Emir Dilic, 1:3 (75.) Fidjeu Tazemeta |
| 13.07.2013 | RL | – | RL | SC Retz | – | SK Vorwärts Steyr (LC) | 0:0 / 0:0 n. V. / 2:4 i. E. |
|            | Torschützen: | Torschützen: | Torschützen: | keine | keine | keine | keine |
| 13.07.2013 | LL | – | L5 | FC St. Veit | – | FC Lankowitz | 1:5 (0:2) |
|            | Torschützen: | Torschützen: | Torschützen: | 0:1 (22.) Thomas Strudl, 0:2 (30.) Diego Rottensteiner, 0:3 (61.) Diego Rottensteiner, 0:4 (75.) Diego Rottensteiner, 1:4 (77.) Andrej Tasic, 1:5 (81.) Adin Hodzic                                                                                                   | 0:1 (22.) Thomas Strudl, 0:2 (30.) Diego Rottensteiner, 0:3 (61.) Diego Rottensteiner, 0:4 (75.) Diego Rottensteiner, 1:4 (77.) Andrej Tasic, 1:5 (81.) Adin Hodzic                                                                                                   | 0:1 (22.) Thomas Strudl, 0:2 (30.) Diego Rottensteiner, 0:3 (61.) Diego Rottensteiner, 0:4 (75.) Diego Rottensteiner, 1:4 (77.) Andrej Tasic, 1:5 (81.) Adin Hodzic                                                                                                   | 0:1 (22.) Thomas Strudl, 0:2 (30.) Diego Rottensteiner, 0:3 (61.) Diego Rottensteiner, 0:4 (75.) Diego Rottensteiner, 1:4 (77.) Andrej Tasic, 1:5 (81.) Adin Hodzic                                                                                                   |
| 13.07.2013 | RL | – | BL | SC Schwaz | – | Wolfsberger AC | 0:3 (0:0) |
|            | Torschützen: | Torschützen: | Torschützen: | 0:1 (49.) David de Paula, 0:2 (62.) David de Paula, 0:3 (70.) Sandro Gotal | 0:1 (49.) David de Paula, 0:2 (62.) David de Paula, 0:3 (70.) Sandro Gotal | 0:1 (49.) David de Paula, 0:2 (62.) David de Paula, 0:3 (70.) Sandro Gotal | 0:1 (49.) David de Paula, 0:2 (62.) David de Paula, 0:3 (70.) Sandro Gotal |
| 13.07.2013 | LL | – | RL | SC Mannsdorf | – | FC Gratkorn | 0:0 / 1:0 n. V. |
|            | Torschütze: | Torschütze: | Torschütze: | 1:0 (99.) Andreas Bauer | 1:0 (99.) Andreas Bauer | 1:0 (99.) Andreas Bauer | 1:0 (99.) Andreas Bauer |
| 13.07.2013 | RL | – | RL | TSV St. Johann im Pongau | – | FC Pasching (C) | 0:5 (0:1) |
|            | Torschützen: | Torschützen: | Torschützen: | 0:1 (44., Elfmeter) Daniel Sobkova, 0:2 (61.) Marco Perchtold, 0:3 (82.) Thomas Krammer, 0:4 (85.) Philipp Schobesberger, 0:5 (88.) Davorin Kablar | 0:1 (44., Elfmeter) Daniel Sobkova, 0:2 (61.) Marco Perchtold, 0:3 (82.) Thomas Krammer, 0:4 (85.) Philipp Schobesberger, 0:5 (88.) Davorin Kablar | 0:1 (44., Elfmeter) Daniel Sobkova, 0:2 (61.) Marco Perchtold, 0:3 (82.) Thomas Krammer, 0:4 (85.) Philipp Schobesberger, 0:5 (88.) Davorin Kablar | 0:1 (44., Elfmeter) Daniel Sobkova, 0:2 (61.) Marco Perchtold, 0:3 (82.) Thomas Krammer, 0:4 (85.) Philipp Schobesberger, 0:5 (88.) Davorin Kablar |
| 13.07.2013 | RL | – | EL | SV Stegersbach | – | SC Austria Lustenau | 0:2 (0:1) |
|            | Torschützen: | Torschützen: | Torschützen: | 0:1 (3.) Patrick Salomon, 0:2 (50.) Mario Bolter | 0:1 (3.) Patrick Salomon, 0:2 (50.) Mario Bolter | 0:1 (3.) Patrick Salomon, 0:2 (50.) Mario Bolter | 0:1 (3.) Patrick Salomon, 0:2 (50.) Mario Bolter |
| 13.07.2013 | RL | – | BL | SV Austria Salzburg (LC) | – | SV Grödig | 0:0 / 1:1 n. V. / 6:5 i. E. |
|            | Torschützen: | Torschützen: | Torschützen: | 0:1 (105.) Tadej Trdina, 1:1 (110.) Nicholas Mayer | 0:1 (105.) Tadej Trdina, 1:1 (110.) Nicholas Mayer | 0:1 (105.) Tadej Trdina, 1:1 (110.) Nicholas Mayer | 0:1 (105.) Tadej Trdina, 1:1 (110.) Nicholas Mayer |
| 13.07.2013 | LL | – | BL | ASV Draßburg (LC) | – | SC Wiener Neustadt | 0:3 (0:2) |
|            | Torschützen: | Torschützen: | Torschützen: | 0:1 (38.) Matthias Koch, 0:2 (39.) Matthias Koch, 0:3 (70.) Manuel Wallner | 0:1 (38.) Matthias Koch, 0:2 (39.) Matthias Koch, 0:3 (70.) Manuel Wallner | 0:1 (38.) Matthias Koch, 0:2 (39.) Matthias Koch, 0:3 (70.) Manuel Wallner | 0:1 (38.) Matthias Koch, 0:2 (39.) Matthias Koch, 0:3 (70.) Manuel Wallner |
| 13.07.2013 | LL | – | EL | ASK Bad Vöslau | – | TSV Hartberg | 2:3 (1:2) |
|            | Torschützen: | Torschützen: | Torschützen: | 0:1 (6.) Günter Friesenbichler, 0:2 (11.) Peter Zulj, 1:2 (15.) Stefan Hoppel, 1:3 (63.), 2:3 (82.) Dominik Altrichter | 0:1 (6.) Günter Friesenbichler, 0:2 (11.) Peter Zulj, 1:2 (15.) Stefan Hoppel, 1:3 (63.), 2:3 (82.) Dominik Altrichter | 0:1 (6.) Günter Friesenbichler, 0:2 (11.) Peter Zulj, 1:2 (15.) Stefan Hoppel, 1:3 (63.), 2:3 (82.) Dominik Altrichter | 0:1 (6.) Günter Friesenbichler, 0:2 (11.) Peter Zulj, 1:2 (15.) Stefan Hoppel, 1:3 (63.), 2:3 (82.) Dominik Altrichter |
| 13.07.2013 | LL | – | BL | Team Wiener Linien (LC) | – | SK Sturm Graz | 0:5 (0:2) |
|            | Torschützen: | Torschützen: | Torschützen: | 0:1 (18.) Marco Djuricin, 0:2 (36.) Robert Berić, 0:3 (63.) Imre Szabics, 0:4 (69.) Robert Beric, 0:5 (86.) Florian Kainz | 0:1 (18.) Marco Djuricin, 0:2 (36.) Robert Berić, 0:3 (63.) Imre Szabics, 0:4 (69.) Robert Beric, 0:5 (86.) Florian Kainz | 0:1 (18.) Marco Djuricin, 0:2 (36.) Robert Berić, 0:3 (63.) Imre Szabics, 0:4 (69.) Robert Beric, 0:5 (86.) Florian Kainz | 0:1 (18.) Marco Djuricin, 0:2 (36.) Robert Berić, 0:3 (63.) Imre Szabics, 0:4 (69.) Robert Beric, 0:5 (86.) Florian Kainz |
| 13.07.2013 | RL | – | RL | SK Austria Klagenfurt | – | SC Wiener Viktoria | 3:2 (2:0) |
|            | Torschützen: | Torschützen: | Torschützen: | 1:0 (6.) Patrik Eler, 2:0 (32., Elfmeter) Matthias Dollinger, 2:1 (63.) Rade Djokic, 2:2 (69.) Daniel Nikic, 3:2 (82.) Matthias Dollinger | 1:0 (6.) Patrik Eler, 2:0 (32., Elfmeter) Matthias Dollinger, 2:1 (63.) Rade Djokic, 2:2 (69.) Daniel Nikic, 3:2 (82.) Matthias Dollinger | 1:0 (6.) Patrik Eler, 2:0 (32., Elfmeter) Matthias Dollinger, 2:1 (63.) Rade Djokic, 2:2 (69.) Daniel Nikic, 3:2 (82.) Matthias Dollinger | 1:0 (6.) Patrik Eler, 2:0 (32., Elfmeter) Matthias Dollinger, 2:1 (63.) Rade Djokic, 2:2 (69.) Daniel Nikic, 3:2 (82.) Matthias Dollinger |
| 13.07.2013 | RL | – | RL | Villacher SV (LC) | – | WSG Swarovski Wattens | 4:4 (2:3) / 5:5 n. V. / 5:4 i. E. |
|            | Torschützen: | Torschützen: | Torschützen: | 1:0 (12.) Michael Kirisits, 1:1 (20.) Simon Zangerl, 2:1 (28.) Michael Ebner, 2:2 (32.) Florian Buchacher, 2:3 (35.) Simon Zangerl, 3:3 (46.) Sandro Ebner, 3:4 (56.) Martin Švejnoha, 4:4 (84.) Ivan Drmac, 4:5 (95.) Markus Obernosterer, 5:5 (115.) Johannes Isopp | 1:0 (12.) Michael Kirisits, 1:1 (20.) Simon Zangerl, 2:1 (28.) Michael Ebner, 2:2 (32.) Florian Buchacher, 2:3 (35.) Simon Zangerl, 3:3 (46.) Sandro Ebner, 3:4 (56.) Martin Švejnoha, 4:4 (84.) Ivan Drmac, 4:5 (95.) Markus Obernosterer, 5:5 (115.) Johannes Isopp | 1:0 (12.) Michael Kirisits, 1:1 (20.) Simon Zangerl, 2:1 (28.) Michael Ebner, 2:2 (32.) Florian Buchacher, 2:3 (35.) Simon Zangerl, 3:3 (46.) Sandro Ebner, 3:4 (56.) Martin Švejnoha, 4:4 (84.) Ivan Drmac, 4:5 (95.) Markus Obernosterer, 5:5 (115.) Johannes Isopp | 1:0 (12.) Michael Kirisits, 1:1 (20.) Simon Zangerl, 2:1 (28.) Michael Ebner, 2:2 (32.) Florian Buchacher, 2:3 (35.) Simon Zangerl, 3:3 (46.) Sandro Ebner, 3:4 (56.) Martin Švejnoha, 4:4 (84.) Ivan Drmac, 4:5 (95.) Markus Obernosterer, 5:5 (115.) Johannes Isopp |
| 14.07.2013 | RL | – | BL | Union St. Florian | – | FC Red Bull Salzburg | 0:9 (0:4) |
|            | Torschützen: | Torschützen: | Torschützen: | 0:1 (10.) Martin Hinteregger, 0:2 (14.) Marco Meilinger, 0:3 (18.) Alan, 0:4 (36.) Stefan Ilsanker, 0:5 (55.) Jonathan Soriano, 0:6 (59.) Jonathan Soriano, 0:7 (68.) Jonathan Soriano, 0:8 (74.) Sadio Mané, 0:9 (86.) Håvard Nielsen                                | 0:1 (10.) Martin Hinteregger, 0:2 (14.) Marco Meilinger, 0:3 (18.) Alan, 0:4 (36.) Stefan Ilsanker, 0:5 (55.) Jonathan Soriano, 0:6 (59.) Jonathan Soriano, 0:7 (68.) Jonathan Soriano, 0:8 (74.) Sadio Mané, 0:9 (86.) Håvard Nielsen                                | 0:1 (10.) Martin Hinteregger, 0:2 (14.) Marco Meilinger, 0:3 (18.) Alan, 0:4 (36.) Stefan Ilsanker, 0:5 (55.) Jonathan Soriano, 0:6 (59.) Jonathan Soriano, 0:7 (68.) Jonathan Soriano, 0:8 (74.) Sadio Mané, 0:9 (86.) Håvard Nielsen                                | 0:1 (10.) Martin Hinteregger, 0:2 (14.) Marco Meilinger, 0:3 (18.) Alan, 0:4 (36.) Stefan Ilsanker, 0:5 (55.) Jonathan Soriano, 0:6 (59.) Jonathan Soriano, 0:7 (68.) Jonathan Soriano, 0:8 (74.) Sadio Mané, 0:9 (86.) Håvard Nielsen                                |
| 14.07.2013 | RL | – | BL | LASK Linz | – | SK Rapid Wien | 0:0 / 0:0 n. V. / 5:4 i. E. |
|            | Torschützen: | Torschützen: | Torschützen: | keine | keine | keine | keine |
| 14.07.2013 | RL | – | BL | USV Allerheiligen | – | FC Wacker Innsbruck | 1:4 (0:3) |
|            | Torschützen: | Torschützen: | Torschützen: | 0:1 (10.) Alexander Hauser, 0:2 (20.) Thomas Bergmann, 0:3 (38.) Christopher Wernitznig, 0:4 (48-) Christopher Wernitznig, 1:4 (90.) Andrej Prejac | 0:1 (10.) Alexander Hauser, 0:2 (20.) Thomas Bergmann, 0:3 (38.) Christopher Wernitznig, 0:4 (48-) Christopher Wernitznig, 1:4 (90.) Andrej Prejac | 0:1 (10.) Alexander Hauser, 0:2 (20.) Thomas Bergmann, 0:3 (38.) Christopher Wernitznig, 0:4 (48-) Christopher Wernitznig, 1:4 (90.) Andrej Prejac | 0:1 (10.) Alexander Hauser, 0:2 (20.) Thomas Bergmann, 0:3 (38.) Christopher Wernitznig, 0:4 (48-) Christopher Wernitznig, 1:4 (90.) Andrej Prejac |
| Legende:   | BL = Bundesliga (1. Leistungsstufe) – EL = Erste Liga (2. Leistungsstufe) – RL = Regionalliga (3. Leistungsstufe) LL = Landesliga (4. Leistungsstufe) – L5 = 5. Leistungsstufe M: amtierender Meister – C: amtierender Cupsieger – LC: amtierende Landescupsieger | BL = Bundesliga (1. Leistungsstufe) – EL = Erste Liga (2. Leistungsstufe) – RL = Regionalliga (3. Leistungsstufe) LL = Landesliga (4. Leistungsstufe) – L5 = 5. Leistungsstufe M: amtierender Meister – C: amtierender Cupsieger – LC: amtierende Landescupsieger | BL = Bundesliga (1. Leistungsstufe) – EL = Erste Liga (2. Leistungsstufe) – RL = Regionalliga (3. Leistungsstufe) LL = Landesliga (4. Leistungsstufe) – L5 = 5. Leistungsstufe M: amtierender Meister – C: amtierender Cupsieger – LC: amtierende Landescupsieger | BL = Bundesliga (1. Leistungsstufe) – EL = Erste Liga (2. Leistungsstufe) – RL = Regionalliga (3. Leistungsstufe) LL = Landesliga (4. Leistungsstufe) – L5 = 5. Leistungsstufe M: amtierender Meister – C: amtierender Cupsieger – LC: amtierende Landescupsieger     | BL = Bundesliga (1. Leistungsstufe) – EL = Erste Liga (2. Leistungsstufe) – RL = Regionalliga (3. Leistungsstufe) LL = Landesliga (4. Leistungsstufe) – L5 = 5. Leistungsstufe M: amtierender Meister – C: amtierender Cupsieger – LC: amtierende Landescupsieger     | BL = Bundesliga (1. Leistungsstufe) – EL = Erste Liga (2. Leistungsstufe) – RL = Regionalliga (3. Leistungsstufe) LL = Landesliga (4. Leistungsstufe) – L5 = 5. Leistungsstufe M: amtierender Meister – C: amtierender Cupsieger – LC: amtierende Landescupsieger     | BL = Bundesliga (1. Leistungsstufe) – EL = Erste Liga (2. Leistungsstufe) – RL = Regionalliga (3. Leistungsstufe) LL = Landesliga (4. Leistungsstufe) – L5 = 5. Leistungsstufe M: amtierender Meister – C: amtierender Cupsieger – LC: amtierende Landescupsieger     |

### 2. Runde

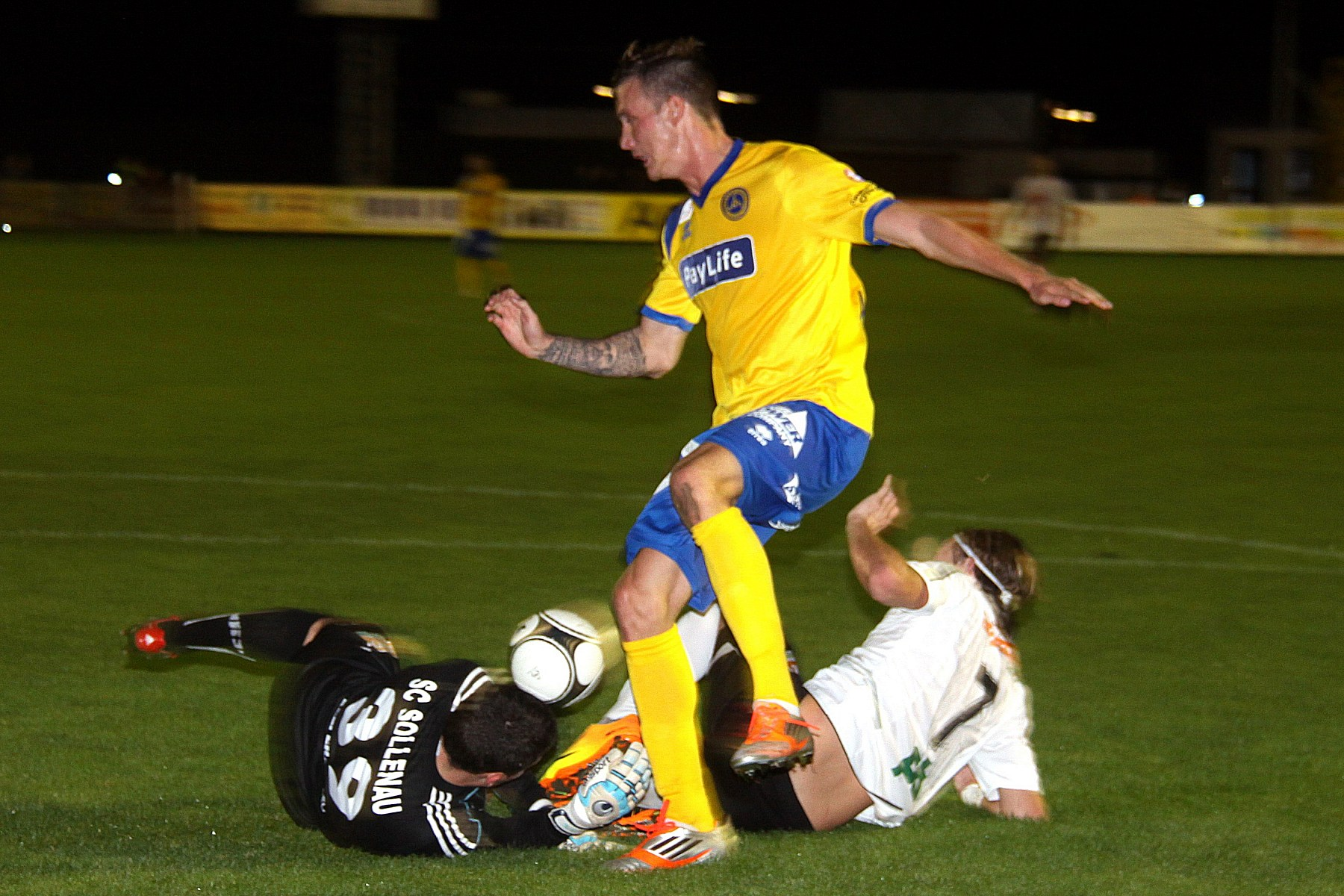
Spielszene vom Cupspiel 1. SC Sollenau gegen First Vienna FC: Torhüter Marco Wusthoff (links) und Jürgen Csandl (rechts) versuchen den Doppeltorschützen für Vienna, Alexander Aschauer (gelbes Trikot) zu stoppen.

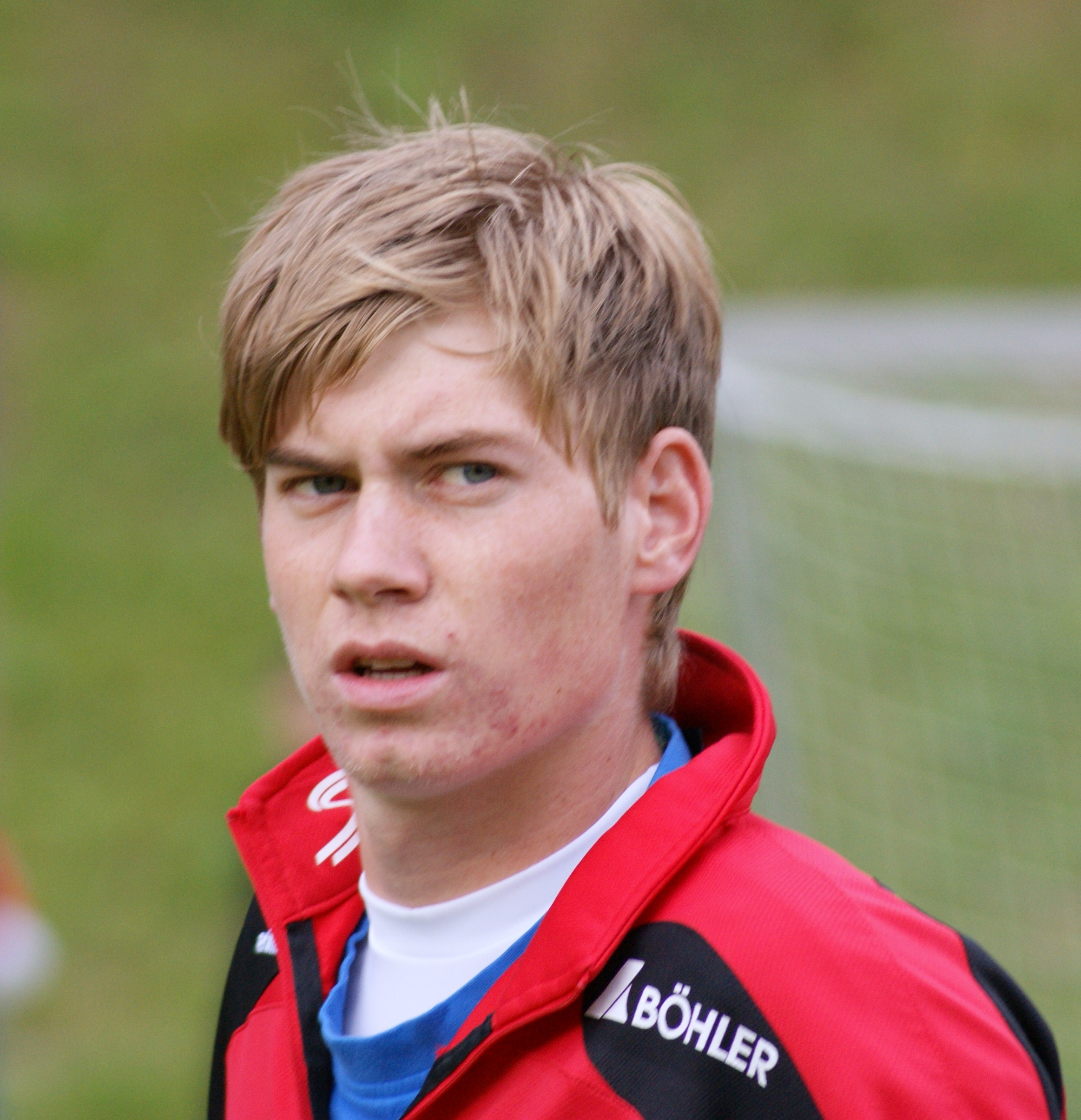
Lukas Stadler legte mit dem Treffer zum 1:0 für Kalsdorf den Grundstein zum Sensationssieg über FK Austria Wien.

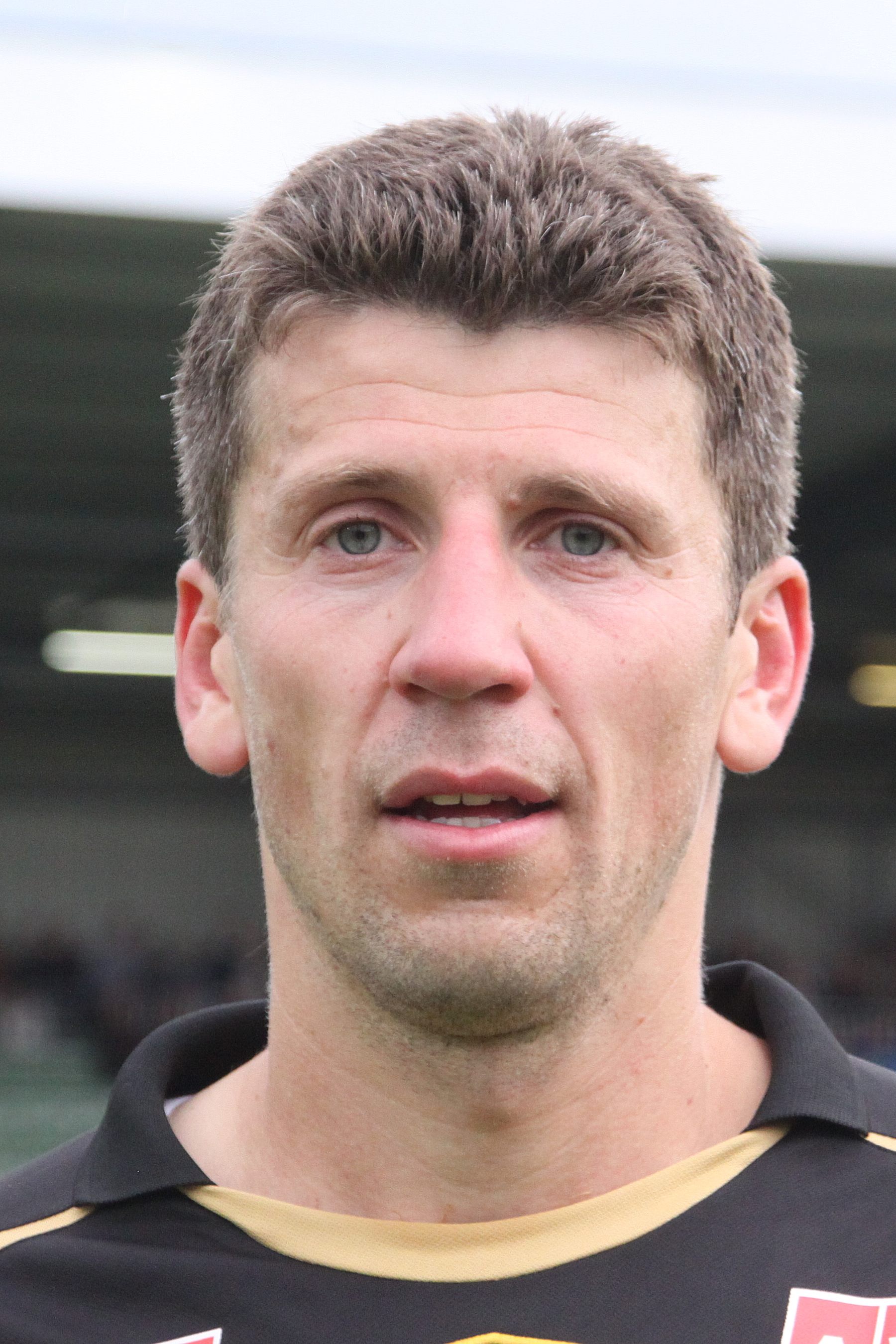
Titelverteidiger FC Pasching setzte auch diesmal seinen Erfolgslauf fort und warf den FC Wacker Innsbruck aus dem Bewerb. Davorin Kablar erzielte beide Treffer der Paschinger.

Die zweite Runde fand vom 23. bis 25. September 2013 statt.
Folgende Mannschaften haben sich qualifiziert:
- Bundesliga (8) – FC Admira Wacker Mödling, FK Austria Wien, SV Ried, Wolfsberger AC, SC Wiener Neustadt, SK Sturm Graz, FC Wacker Innsbruck, FC Red Bull Salzburg
- Erste Liga (9) – SV Mattersburg, SC/ESV Parndorf 1919, Kapfenberger SV, SCR Altach, SKN St. Pölten, First Vienna FC, SV Horn, SC Austria Lustenau, TSV Hartberg
- Regionalliga (11) – Wien Floridsdorfer AC/Team für Wien, 1. SC Sollenau, SC Kalsdorf, SKU Amstetten, SAK Klagenfurt, SK Vorwärts Steyr, FC Pasching, SV Austria Salzburg, SK Austria Klagenfurt, Villacher SV, LASK Linz
- Landesliga (1) – SC Mannsdorf
- Fünfte Leistungsstufe (3) – FC Lankowitz, SC Pinkafeld, Dornbirner Sportverein

Ergebnisse der 2. Runde
| Datum      | Liga | Liga | Liga | Heimmannschaft | | Gastmannschaft | Ergebnis |
| ---------- | --- | --- | --- | --- | --- | --- | --- |
| 23.09.2013 | RL | – | EL | SAK Klagenfurt | – | TSV Hartberg | 2:2 (0:2) / 4:2 n. V. |
|            | Torschützen: | Torschützen: | Torschützen: | 0:1 (7.) Günter Friesenbichler, 0:2 (33.) Günter Friesenbichler, 1:2 (80.) Darijo Biščan, 2:2 (84.) Marjan Kropiunik, 3:2 (93.) Jože Kumprej, 4:2 (106.) Darijo Biščan                                                                                                  | 0:1 (7.) Günter Friesenbichler, 0:2 (33.) Günter Friesenbichler, 1:2 (80.) Darijo Biščan, 2:2 (84.) Marjan Kropiunik, 3:2 (93.) Jože Kumprej, 4:2 (106.) Darijo Biščan                                                                                                  | 0:1 (7.) Günter Friesenbichler, 0:2 (33.) Günter Friesenbichler, 1:2 (80.) Darijo Biščan, 2:2 (84.) Marjan Kropiunik, 3:2 (93.) Jože Kumprej, 4:2 (106.) Darijo Biščan                                                                                                  | 0:1 (7.) Günter Friesenbichler, 0:2 (33.) Günter Friesenbichler, 1:2 (80.) Darijo Biščan, 2:2 (84.) Marjan Kropiunik, 3:2 (93.) Jože Kumprej, 4:2 (106.) Darijo Biščan                                                                                                  |
| 23.09.2013 | RL | – | EL | LASK Linz | – | SKN St. Pölten | 3:4 (0:1) |
|            | Torschützen: | Torschützen: | Torschützen: | 0:1 (16.) Cem Tosun, 1:1 (49.) Daniel Kogler, 1:2 (67.) Mirnel Sadović, 2:2 (74., Eigentor) Michael Huber, 3:2 (79., Eigentor) Gerald Peinsipp, 3:3 (83.) Osman Bozkurt, 3:4 (90.) Osman Bozkurt                                                                        | 0:1 (16.) Cem Tosun, 1:1 (49.) Daniel Kogler, 1:2 (67.) Mirnel Sadović, 2:2 (74., Eigentor) Michael Huber, 3:2 (79., Eigentor) Gerald Peinsipp, 3:3 (83.) Osman Bozkurt, 3:4 (90.) Osman Bozkurt                                                                        | 0:1 (16.) Cem Tosun, 1:1 (49.) Daniel Kogler, 1:2 (67.) Mirnel Sadović, 2:2 (74., Eigentor) Michael Huber, 3:2 (79., Eigentor) Gerald Peinsipp, 3:3 (83.) Osman Bozkurt, 3:4 (90.) Osman Bozkurt                                                                        | 0:1 (16.) Cem Tosun, 1:1 (49.) Daniel Kogler, 1:2 (67.) Mirnel Sadović, 2:2 (74., Eigentor) Michael Huber, 3:2 (79., Eigentor) Gerald Peinsipp, 3:3 (83.) Osman Bozkurt, 3:4 (90.) Osman Bozkurt                                                                        |
| 23.09.2013 | RL | – | EL | Villacher SV (LC) | – | Kapfenberger SV | 0:3 (0:1) |
|            | Torschützen: | Torschützen: | Torschützen: | 0:1 (45.) Abd Al Rahman Osman Ali, 0:2 (49.) Ibrahim Bingöl, 0:3 (78.) Dragan Jelić | 0:1 (45.) Abd Al Rahman Osman Ali, 0:2 (49.) Ibrahim Bingöl, 0:3 (78.) Dragan Jelić | 0:1 (45.) Abd Al Rahman Osman Ali, 0:2 (49.) Ibrahim Bingöl, 0:3 (78.) Dragan Jelić | 0:1 (45.) Abd Al Rahman Osman Ali, 0:2 (49.) Ibrahim Bingöl, 0:3 (78.) Dragan Jelić |
| 24.09.2013 | RL | – | EL | SV Austria Salzburg | – | SV Mattersburg | 1:1 (0:0) / 1:1 n. V. / 2:4 i. E. |
|            | Torschützen: | Torschützen: | Torschützen: | 1:0 (48.) Lukas Katnik, 1:1 (90., Eigentor) Aleksandar Simic | 1:0 (48.) Lukas Katnik, 1:1 (90., Eigentor) Aleksandar Simic | 1:0 (48.) Lukas Katnik, 1:1 (90., Eigentor) Aleksandar Simic | 1:0 (48.) Lukas Katnik, 1:1 (90., Eigentor) Aleksandar Simic |
| 24.09.2013 | RL | – | EL | SK Austria Klagenfurt | – | SC-ESV Parndorf 1919 | 0:2 (0:1) |
|            | Torschützen: | Torschützen: | Torschützen: | 0:1 (41.) Matthias Lindner, 0:2 (87.) Gerhard Karner | 0:1 (41.) Matthias Lindner, 0:2 (87.) Gerhard Karner | 0:1 (41.) Matthias Lindner, 0:2 (87.) Gerhard Karner | 0:1 (41.) Matthias Lindner, 0:2 (87.) Gerhard Karner |
| 24.09.2013 | RL | – | BL | SC Kalsdorf | – | FK Austria Wien | 2:1 (1:0) |
|            | Torschützen: | Torschützen: | Torschützen: | 1:0 (9.) Lukas Stadler, 1:1 (51.) Tomáš Jun, 2:1 (90. +3) Rafael Dorn | 1:0 (9.) Lukas Stadler, 1:1 (51.) Tomáš Jun, 2:1 (90. +3) Rafael Dorn | 1:0 (9.) Lukas Stadler, 1:1 (51.) Tomáš Jun, 2:1 (90. +3) Rafael Dorn | 1:0 (9.) Lukas Stadler, 1:1 (51.) Tomáš Jun, 2:1 (90. +3) Rafael Dorn |
| 24.09.2013 | RL | – | EL | SK Vorwärts Steyr | – | SC Austria Lustenau | 1:2 (0:1) |
|            | Torschützen: | Torschützen: | Torschützen: | 0:1 (36.) Thiago de Lima Silva, 0:2 (60.) Thiago de Lima Silva, 1:2 (76.) Danilo Duvnjak | 0:1 (36.) Thiago de Lima Silva, 0:2 (60.) Thiago de Lima Silva, 1:2 (76.) Danilo Duvnjak | 0:1 (36.) Thiago de Lima Silva, 0:2 (60.) Thiago de Lima Silva, 1:2 (76.) Danilo Duvnjak | 0:1 (36.) Thiago de Lima Silva, 0:2 (60.) Thiago de Lima Silva, 1:2 (76.) Danilo Duvnjak |
| 24.09.2013 | RL | – | EL | 1. SC Sollenau | – | First Vienna FC 1894 | 0:4 (0:1) |
|            | Torschützen: | Torschützen: | Torschützen: | 0:1 (37.) Mario Kröpfl, 0:2 (57.) Alexander Aschauer, 0:3 (69.) Alexander Aschauer, 0:4 (90.) Hakan Gökçek | 0:1 (37.) Mario Kröpfl, 0:2 (57.) Alexander Aschauer, 0:3 (69.) Alexander Aschauer, 0:4 (90.) Hakan Gökçek | 0:1 (37.) Mario Kröpfl, 0:2 (57.) Alexander Aschauer, 0:3 (69.) Alexander Aschauer, 0:4 (90.) Hakan Gökçek | 0:1 (37.) Mario Kröpfl, 0:2 (57.) Alexander Aschauer, 0:3 (69.) Alexander Aschauer, 0:4 (90.) Hakan Gökçek |
| 24.09.2013 | RL | – | EL | SKU Amstetten | – | SCR Altach | 2:1 (1:0) |
|            | Torschützen: | Torschützen: | Torschützen: | 1:0 (16.) Mario Holzer, 2:0 (55.) Thomas Zemann, 2:1 (83.) Daniel Luxbacher | 1:0 (16.) Mario Holzer, 2:0 (55.) Thomas Zemann, 2:1 (83.) Daniel Luxbacher | 1:0 (16.) Mario Holzer, 2:0 (55.) Thomas Zemann, 2:1 (83.) Daniel Luxbacher | 1:0 (16.) Mario Holzer, 2:0 (55.) Thomas Zemann, 2:1 (83.) Daniel Luxbacher |
| 24.09.2013 | LL | – | RL | SC Mannsdorf | – | SV Horn | 4:4 (2:3) / 4:6 n. V. |
|            | Torschützen: | Torschützen: | Torschützen: | 0:1 (5.) Marco Sahanek, 0:2 (25.) Marcel Toth, 1:2 (38.) Michael Frantsich, 1:3 (42.) Aleksandar Djordjevic, 2:3 (44.) Michael Frantsich, 2:4 (58.) Marco Sahanek, 3:4 (70.) Michael Frantsich, 4:4 (80.) Thomas Helly, 4:5 (108.) Emir Dilic, 4:6 (121.) Manuel Gerner | 0:1 (5.) Marco Sahanek, 0:2 (25.) Marcel Toth, 1:2 (38.) Michael Frantsich, 1:3 (42.) Aleksandar Djordjevic, 2:3 (44.) Michael Frantsich, 2:4 (58.) Marco Sahanek, 3:4 (70.) Michael Frantsich, 4:4 (80.) Thomas Helly, 4:5 (108.) Emir Dilic, 4:6 (121.) Manuel Gerner | 0:1 (5.) Marco Sahanek, 0:2 (25.) Marcel Toth, 1:2 (38.) Michael Frantsich, 1:3 (42.) Aleksandar Djordjevic, 2:3 (44.) Michael Frantsich, 2:4 (58.) Marco Sahanek, 3:4 (70.) Michael Frantsich, 4:4 (80.) Thomas Helly, 4:5 (108.) Emir Dilic, 4:6 (121.) Manuel Gerner | 0:1 (5.) Marco Sahanek, 0:2 (25.) Marcel Toth, 1:2 (38.) Michael Frantsich, 1:3 (42.) Aleksandar Djordjevic, 2:3 (44.) Michael Frantsich, 2:4 (58.) Marco Sahanek, 3:4 (70.) Michael Frantsich, 4:4 (80.) Thomas Helly, 4:5 (108.) Emir Dilic, 4:6 (121.) Manuel Gerner |
| 24.09.2013 | RL | – | BL | FC Pasching | – | FC Wacker Innsbruck | 2:1 (0:0) |
|            | Torschützen: | Torschützen: | Torschützen: | 0:1 (56.) Christopher Wernitznig, 1:1 (73.) Davorin Kablar, 2:1 (87.) Davorin Kablar | 0:1 (56.) Christopher Wernitznig, 1:1 (73.) Davorin Kablar, 2:1 (87.) Davorin Kablar | 0:1 (56.) Christopher Wernitznig, 1:1 (73.) Davorin Kablar, 2:1 (87.) Davorin Kablar | 0:1 (56.) Christopher Wernitznig, 1:1 (73.) Davorin Kablar, 2:1 (87.) Davorin Kablar |
| 25.09.2013 | L5 | – | BL | Dornbirner Sportverein | – | SV Ried | 0:2 (0:0) |
|            | Torschützen: | Torschützen: | Torschützen: | 0:2 (59.) Toni Vastić, 0:2 (91.) Thomas Hinum | 0:2 (59.) Toni Vastić, 0:2 (91.) Thomas Hinum | 0:2 (59.) Toni Vastić, 0:2 (91.) Thomas Hinum | 0:2 (59.) Toni Vastić, 0:2 (91.) Thomas Hinum |
| 25.09.2013 | BL | – | BL | SK Sturm Graz | – | SC Wiener Neustadt | 0:0 / 3:0 n. V. |
|            | Torschützen: | Torschützen: | Torschützen: | 1:0 (91.) Daniel Offenbacher, 2:0 (101.) Christoph Kröpfl, 3:0 (103.) Daniel Offenbacher | 1:0 (91.) Daniel Offenbacher, 2:0 (101.) Christoph Kröpfl, 3:0 (103.) Daniel Offenbacher | 1:0 (91.) Daniel Offenbacher, 2:0 (101.) Christoph Kröpfl, 3:0 (103.) Daniel Offenbacher | 1:0 (91.) Daniel Offenbacher, 2:0 (101.) Christoph Kröpfl, 3:0 (103.) Daniel Offenbacher |
| 25.09.2013 | L5 | – | BL | SC Pinkafeld | – | Wolfsberger AC | 1:4 (0:0) |
|            | Torschützen: | Torschützen: | Torschützen: | 0:1 (66.) Martin Salentinig, 0:2 (70.) Michael Liendl, 0:3 (78.) Daniel Lucas, 0:4 (79.) Gernot Suppan, 1:4 (89., Elfmeter) Marc Kerschbaumer | 0:1 (66.) Martin Salentinig, 0:2 (70.) Michael Liendl, 0:3 (78.) Daniel Lucas, 0:4 (79.) Gernot Suppan, 1:4 (89., Elfmeter) Marc Kerschbaumer | 0:1 (66.) Martin Salentinig, 0:2 (70.) Michael Liendl, 0:3 (78.) Daniel Lucas, 0:4 (79.) Gernot Suppan, 1:4 (89., Elfmeter) Marc Kerschbaumer | 0:1 (66.) Martin Salentinig, 0:2 (70.) Michael Liendl, 0:3 (78.) Daniel Lucas, 0:4 (79.) Gernot Suppan, 1:4 (89., Elfmeter) Marc Kerschbaumer |
| 25.09.2013 | RL | – | BL | FAC Team für Wien | – | FC Admira Wacker Mödling | 0:0 / 0:0 n. V. / 5:6 i. E. |
|            | Torschützen: | Torschützen: | Torschützen: | keine | keine | keine | keine |
| 25.09.2013 | L5 | – | BL | FC Lankowitz | – | FC Red Bull Salzburg | 1:1 (0:1) / 1:1 n. V. / 5:6 i. E. |
|            | Torschützen: | Torschützen: | Torschützen: | 0:1 (38.) Valon Berisha, 1:1 (70.) Diego Rottensteiner | 0:1 (38.) Valon Berisha, 1:1 (70.) Diego Rottensteiner | 0:1 (38.) Valon Berisha, 1:1 (70.) Diego Rottensteiner | 0:1 (38.) Valon Berisha, 1:1 (70.) Diego Rottensteiner |
| Legende:   | BL = Bundesliga (1. Leistungsstufe) – EL = Erste Liga (2. Leistungsstufe) – RL = Regionalliga (3. Leistungsstufe) LL = Landesliga (4. Leistungsstufe) – L5 = 5. Leistungsstufe M: amtierender Meister – C: amtierender Cupsieger – LC: amtierende Landescupsieger | BL = Bundesliga (1. Leistungsstufe) – EL = Erste Liga (2. Leistungsstufe) – RL = Regionalliga (3. Leistungsstufe) LL = Landesliga (4. Leistungsstufe) – L5 = 5. Leistungsstufe M: amtierender Meister – C: amtierender Cupsieger – LC: amtierende Landescupsieger | BL = Bundesliga (1. Leistungsstufe) – EL = Erste Liga (2. Leistungsstufe) – RL = Regionalliga (3. Leistungsstufe) LL = Landesliga (4. Leistungsstufe) – L5 = 5. Leistungsstufe M: amtierender Meister – C: amtierender Cupsieger – LC: amtierende Landescupsieger | BL = Bundesliga (1. Leistungsstufe) – EL = Erste Liga (2. Leistungsstufe) – RL = Regionalliga (3. Leistungsstufe) LL = Landesliga (4. Leistungsstufe) – L5 = 5. Leistungsstufe M: amtierender Meister – C: amtierender Cupsieger – LC: amtierende Landescupsieger       | BL = Bundesliga (1. Leistungsstufe) – EL = Erste Liga (2. Leistungsstufe) – RL = Regionalliga (3. Leistungsstufe) LL = Landesliga (4. Leistungsstufe) – L5 = 5. Leistungsstufe M: amtierender Meister – C: amtierender Cupsieger – LC: amtierende Landescupsieger       | BL = Bundesliga (1. Leistungsstufe) – EL = Erste Liga (2. Leistungsstufe) – RL = Regionalliga (3. Leistungsstufe) LL = Landesliga (4. Leistungsstufe) – L5 = 5. Leistungsstufe M: amtierender Meister – C: amtierender Cupsieger – LC: amtierende Landescupsieger       | BL = Bundesliga (1. Leistungsstufe) – EL = Erste Liga (2. Leistungsstufe) – RL = Regionalliga (3. Leistungsstufe) LL = Landesliga (4. Leistungsstufe) – L5 = 5. Leistungsstufe M: amtierender Meister – C: amtierender Cupsieger – LC: amtierende Landescupsieger       |

### Achtelfinale
Folgende Mannschaften sind qualifiziert:
- Bundesliga (5) – SV Ried, Wolfsberger AC, SK Sturm Graz, FC Admira Wacker Mödling, FC Red Bull Salzburg
- Erste Liga (7) – SKN St. Pölten, Kapfenberger SV, SV Mattersburg, SC-ESV Parndorf 1919, SC Austria Lustenau, First Vienna FC 1894, SV Horn
- Regionalliga (4) – SAK Klagenfurt, SC Kalsdorf, FC Pasching, SKU Amstetten

Die Spiele werden am 29./30. Oktober 2013 ausgetragen.
Ergebnisse des Achtelfinales

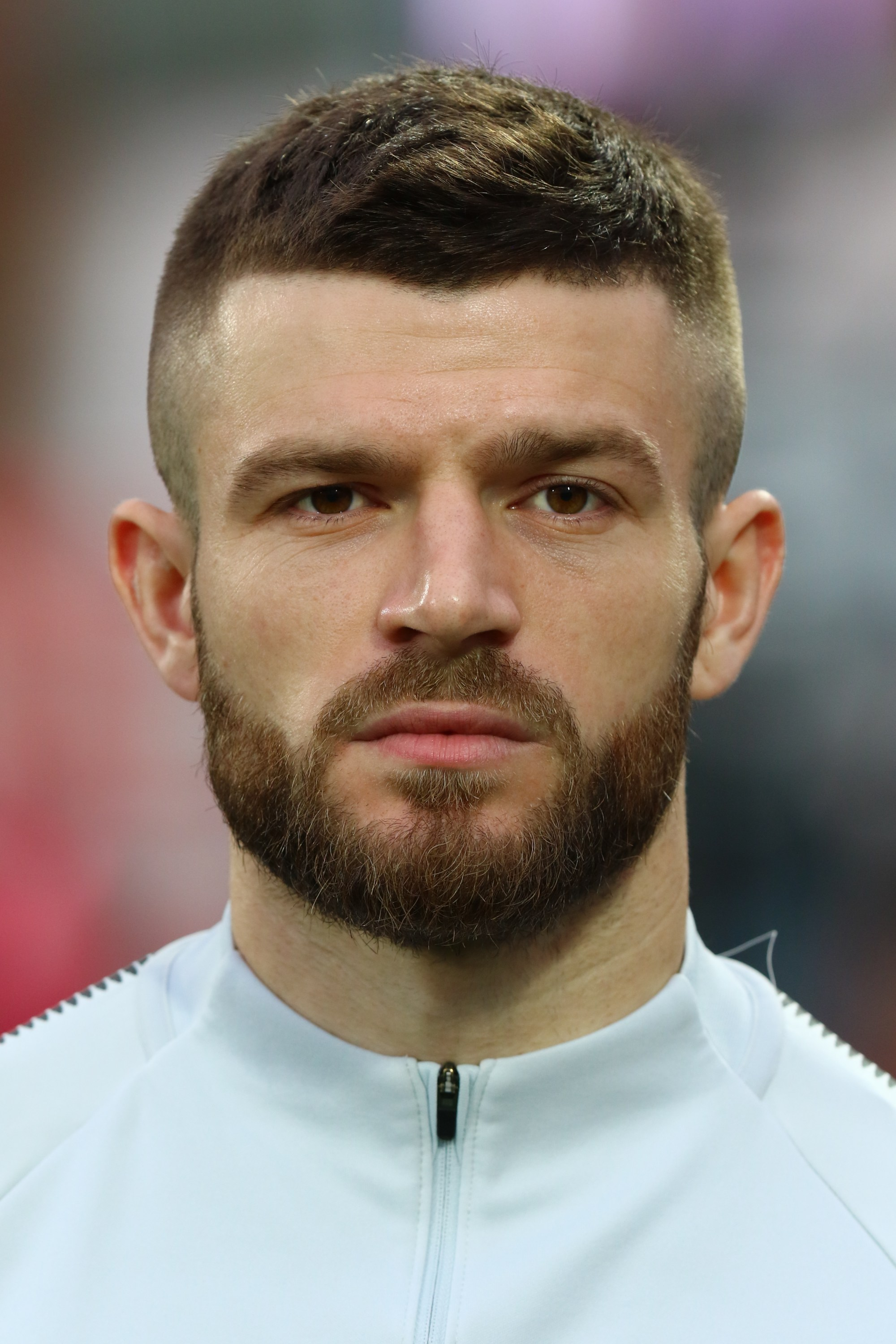
Valon Berisha trug zwei Treffer zum 7:1-Sieg des FC Red Bull Salzburg in Kapfenberg bei.

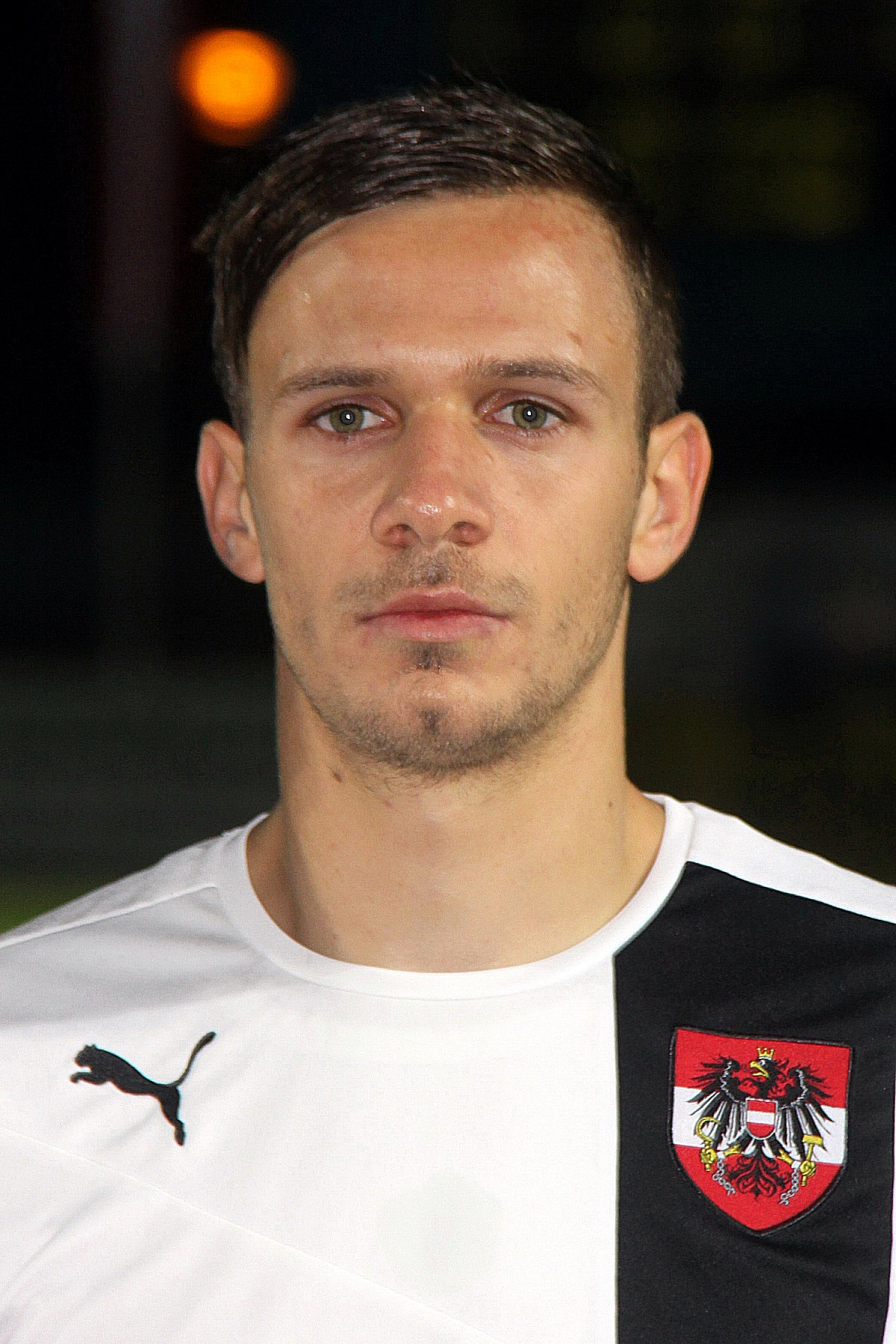
Daniel Offenbacher war mit zwei Toren der Vater des 4:0-Sieges des SK Sturm Graz beim SV Austria Lustenau.

Die Auslosung für das Achtelfinale fand am 29. September 2013 um 18:30 Uhr im Rahmen der Sendung Sport am Sonntag auf ORF 1 statt und brachte folgende Paarungen:
| Datum      | Liga | Liga | Liga | Heimmannschaft | | Gastmannschaft | Ergebnis |
| ---------- | --- | --- | --- | --- | --- | --- | --- |
| 28.10.2013 | RL | – | EL | SC Kalsdorf | – | SKN St. Pölten | 0:4 (0:0) |
|            | Torschützen: | Torschützen: | Torschützen: | 0:1 (62.) Jannick Schibany, 0:2 (64.) Dominik Hofbauer, 0:3 (76.) Jano, 0:4 (77.) Jannick Schibany | 0:1 (62.) Jannick Schibany, 0:2 (64.) Dominik Hofbauer, 0:3 (76.) Jano, 0:4 (77.) Jannick Schibany | 0:1 (62.) Jannick Schibany, 0:2 (64.) Dominik Hofbauer, 0:3 (76.) Jano, 0:4 (77.) Jannick Schibany | 0:1 (62.) Jannick Schibany, 0:2 (64.) Dominik Hofbauer, 0:3 (76.) Jano, 0:4 (77.) Jannick Schibany |
| 28.10.2013 | EL | – | EL | SV Horn | – | SC-ESV Parndorf 1919 | 5:4 (2:1) |
|            | Torschützen: | Torschützen: | Torschützen: | 0:1 (24.) Julian Salamon, 1:1 (37.) Marco Sahanek, 2:1 (39.) Emir Dilic, 2:2 (48.) Julian Salomon, 2:3 (54.) Matthias Lindner, 2:4 (63.) Patrick Kienzl, 3:4 (73., Elfmeter) Aleksandar Djordjevic, 4:4 (89.) Manuel Hartl, 5:4 (90.+1) Emir Dilic | 0:1 (24.) Julian Salamon, 1:1 (37.) Marco Sahanek, 2:1 (39.) Emir Dilic, 2:2 (48.) Julian Salomon, 2:3 (54.) Matthias Lindner, 2:4 (63.) Patrick Kienzl, 3:4 (73., Elfmeter) Aleksandar Djordjevic, 4:4 (89.) Manuel Hartl, 5:4 (90.+1) Emir Dilic | 0:1 (24.) Julian Salamon, 1:1 (37.) Marco Sahanek, 2:1 (39.) Emir Dilic, 2:2 (48.) Julian Salomon, 2:3 (54.) Matthias Lindner, 2:4 (63.) Patrick Kienzl, 3:4 (73., Elfmeter) Aleksandar Djordjevic, 4:4 (89.) Manuel Hartl, 5:4 (90.+1) Emir Dilic | 0:1 (24.) Julian Salamon, 1:1 (37.) Marco Sahanek, 2:1 (39.) Emir Dilic, 2:2 (48.) Julian Salomon, 2:3 (54.) Matthias Lindner, 2:4 (63.) Patrick Kienzl, 3:4 (73., Elfmeter) Aleksandar Djordjevic, 4:4 (89.) Manuel Hartl, 5:4 (90.+1) Emir Dilic |
| 29.10.2013 | RL | – | BL | SAK Klagenfurt | – | SV Ried | 0:1 (0:1) |
|            | Torschützen: | Torschützen: | Torschützen: | 0:1 (34.) Thomas Hinum | 0:1 (34.) Thomas Hinum | 0:1 (34.) Thomas Hinum | 0:1 (34.) Thomas Hinum |
| 29.10.2013 | RL | – | BL | FC Pasching (C) | – | Wolfsberger AC | 2:2 (0:0) / 2:4 i. V. |
|            | Torschützen: | Torschützen: | Torschützen: | 1:0 (47.) Nacho Casanova, 1:1 (48.) Manuel Kerhe, 2:1 (70.) Davorin Kablar, 2:2 (72.) Mihret Topčagić, 2:3 (100.) Boris Hüttenbrenner, 2:4 (118.) Roland Putsche                                                                                   | 1:0 (47.) Nacho Casanova, 1:1 (48.) Manuel Kerhe, 2:1 (70.) Davorin Kablar, 2:2 (72.) Mihret Topčagić, 2:3 (100.) Boris Hüttenbrenner, 2:4 (118.) Roland Putsche                                                                                   | 1:0 (47.) Nacho Casanova, 1:1 (48.) Manuel Kerhe, 2:1 (70.) Davorin Kablar, 2:2 (72.) Mihret Topčagić, 2:3 (100.) Boris Hüttenbrenner, 2:4 (118.) Roland Putsche                                                                                   | 1:0 (47.) Nacho Casanova, 1:1 (48.) Manuel Kerhe, 2:1 (70.) Davorin Kablar, 2:2 (72.) Mihret Topčagić, 2:3 (100.) Boris Hüttenbrenner, 2:4 (118.) Roland Putsche                                                                                   |
| 29.10.2013 | BL | – | EL | FC Admira Wacker Mödling | – | First Vienna FC 1894 | 3:1 (1:0) |
|            | Torschützen: | Torschützen: | Torschützen: | 1:0 (20.) Lukas Thürauer, 2:0 (70.) Thorsten Schick, 3:0 (82.) Maximilian Sax, 3:1 (90., Elfmeter) Mirnes Becirovic | 1:0 (20.) Lukas Thürauer, 2:0 (70.) Thorsten Schick, 3:0 (82.) Maximilian Sax, 3:1 (90., Elfmeter) Mirnes Becirovic | 1:0 (20.) Lukas Thürauer, 2:0 (70.) Thorsten Schick, 3:0 (82.) Maximilian Sax, 3:1 (90., Elfmeter) Mirnes Becirovic | 1:0 (20.) Lukas Thürauer, 2:0 (70.) Thorsten Schick, 3:0 (82.) Maximilian Sax, 3:1 (90., Elfmeter) Mirnes Becirovic |
| 29.10.2013 | RL | – | EL | SKU Amstetten | – | SV Mattersburg | 2:0 (1:0) |
|            | Torschützen: | Torschützen: | Torschützen: | 1:0 (20.) Thomas Zemann, 2:0 (75., Elfmeter) Mario Holzer | 1:0 (20.) Thomas Zemann, 2:0 (75., Elfmeter) Mario Holzer | 1:0 (20.) Thomas Zemann, 2:0 (75., Elfmeter) Mario Holzer | 1:0 (20.) Thomas Zemann, 2:0 (75., Elfmeter) Mario Holzer |
| 29.10.2013 | EL | – | BL | Kapfenberger SV | – | FC Red Bull Salzburg | 1:7 (1:2) |
|            | Torschützen: | Torschützen: | Torschützen: | 1:0 (11.) Ibrahim Bingöl, 1:1 (22.) Alan, 1:2 (25.) Valon Berisha, 1:3 (49.) Valon Berisha, 1:4 (58.) Alan, 1:5 (62.) Franz Schiemer, 1:6 (81.) Christian Schwegler, 1:7 (85.) Sadio Mané                                                          | 1:0 (11.) Ibrahim Bingöl, 1:1 (22.) Alan, 1:2 (25.) Valon Berisha, 1:3 (49.) Valon Berisha, 1:4 (58.) Alan, 1:5 (62.) Franz Schiemer, 1:6 (81.) Christian Schwegler, 1:7 (85.) Sadio Mané                                                          | 1:0 (11.) Ibrahim Bingöl, 1:1 (22.) Alan, 1:2 (25.) Valon Berisha, 1:3 (49.) Valon Berisha, 1:4 (58.) Alan, 1:5 (62.) Franz Schiemer, 1:6 (81.) Christian Schwegler, 1:7 (85.) Sadio Mané                                                          | 1:0 (11.) Ibrahim Bingöl, 1:1 (22.) Alan, 1:2 (25.) Valon Berisha, 1:3 (49.) Valon Berisha, 1:4 (58.) Alan, 1:5 (62.) Franz Schiemer, 1:6 (81.) Christian Schwegler, 1:7 (85.) Sadio Mané                                                          |
| 30.10.2013 | EL | – | BL | SC Austria Lustenau | – | SK Sturm Graz | 0:4 (0:1) |
|            | Torschützen: | Torschützen: | Torschützen: | 0:1 (20.) Daniel Offenbacher, 0:2 (58.) Daniel Offenbacher, 0:3 (79.) Anel Hadžić, 0:4 (87.) Florian Kainz | 0:1 (20.) Daniel Offenbacher, 0:2 (58.) Daniel Offenbacher, 0:3 (79.) Anel Hadžić, 0:4 (87.) Florian Kainz | 0:1 (20.) Daniel Offenbacher, 0:2 (58.) Daniel Offenbacher, 0:3 (79.) Anel Hadžić, 0:4 (87.) Florian Kainz | 0:1 (20.) Daniel Offenbacher, 0:2 (58.) Daniel Offenbacher, 0:3 (79.) Anel Hadžić, 0:4 (87.) Florian Kainz |
| Legende:   | BL = Bundesliga (1. Leistungsstufe) – EL = Erste Liga (2. Leistungsstufe) – RL = Regionalliga (3. Leistungsstufe) LL = Landesliga (4. Leistungsstufe) – L5 = 5. Leistungsstufe C: amtierender Cupsieger | BL = Bundesliga (1. Leistungsstufe) – EL = Erste Liga (2. Leistungsstufe) – RL = Regionalliga (3. Leistungsstufe) LL = Landesliga (4. Leistungsstufe) – L5 = 5. Leistungsstufe C: amtierender Cupsieger | BL = Bundesliga (1. Leistungsstufe) – EL = Erste Liga (2. Leistungsstufe) – RL = Regionalliga (3. Leistungsstufe) LL = Landesliga (4. Leistungsstufe) – L5 = 5. Leistungsstufe C: amtierender Cupsieger | BL = Bundesliga (1. Leistungsstufe) – EL = Erste Liga (2. Leistungsstufe) – RL = Regionalliga (3. Leistungsstufe) LL = Landesliga (4. Leistungsstufe) – L5 = 5. Leistungsstufe C: amtierender Cupsieger                                            | BL = Bundesliga (1. Leistungsstufe) – EL = Erste Liga (2. Leistungsstufe) – RL = Regionalliga (3. Leistungsstufe) LL = Landesliga (4. Leistungsstufe) – L5 = 5. Leistungsstufe C: amtierender Cupsieger                                            | BL = Bundesliga (1. Leistungsstufe) – EL = Erste Liga (2. Leistungsstufe) – RL = Regionalliga (3. Leistungsstufe) LL = Landesliga (4. Leistungsstufe) – L5 = 5. Leistungsstufe C: amtierender Cupsieger                                            | BL = Bundesliga (1. Leistungsstufe) – EL = Erste Liga (2. Leistungsstufe) – RL = Regionalliga (3. Leistungsstufe) LL = Landesliga (4. Leistungsstufe) – L5 = 5. Leistungsstufe C: amtierender Cupsieger                                            |

### Viertelfinale

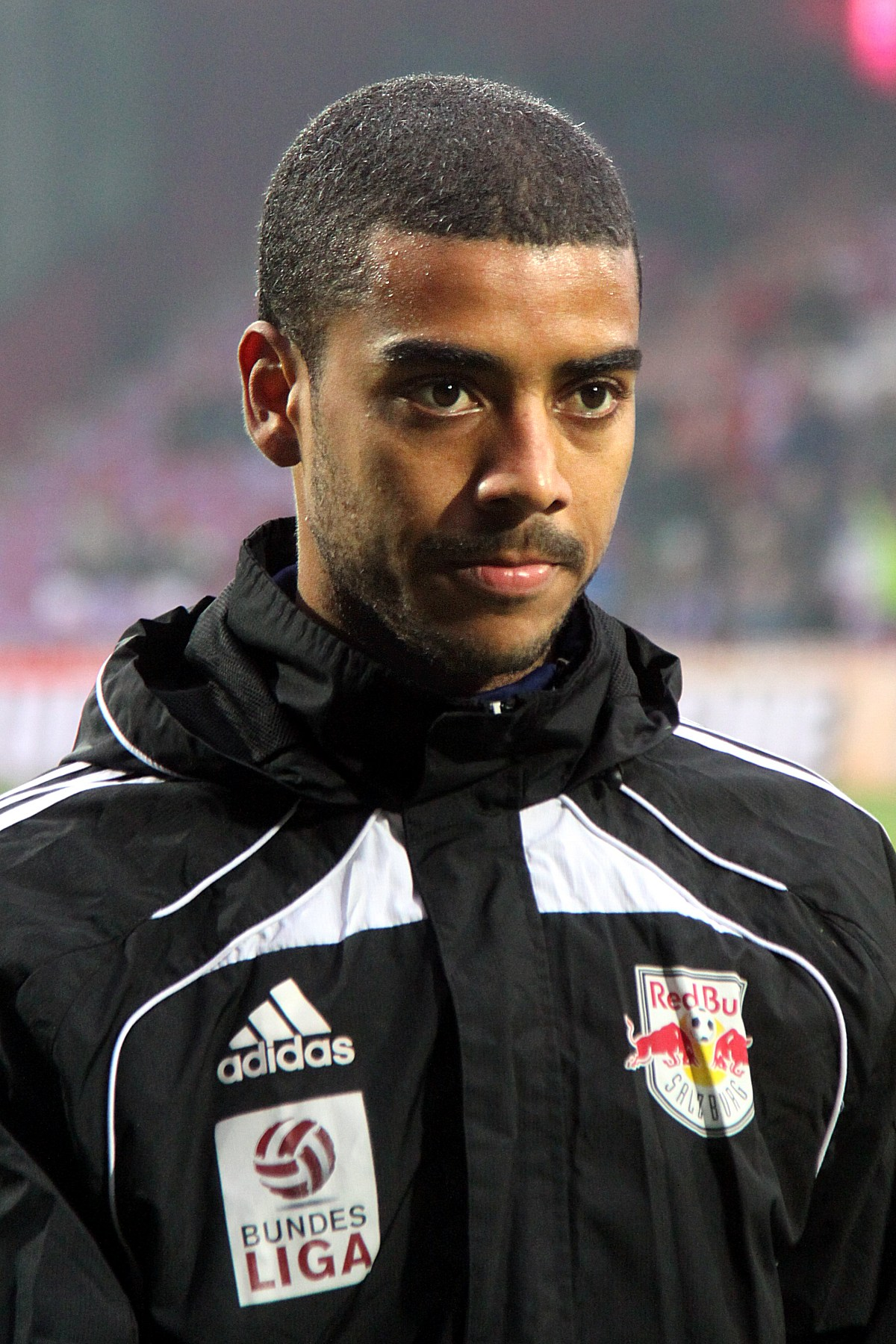
Alan trug zwei Treffer zum 6:0-Sieg des FC Red Bull Salzburg bei.

Folgende Mannschaften sind qualifiziert:
- Bundesliga (5) – FC Admira Wacker Mödling, SK Sturm Graz, SV Ried, FC Red Bull Salzburg, Wolfsberger AC
- Erste Liga (2) – SV Horn, SKN St. Pölten
- Regionalliga (1) – SKU Amstetten

Das Viertelfinale findet am 15./16. April 2014 statt.
| Datum      | Liga | Liga | Liga | Heimmannschaft | | Gastmannschaft | Ergebnis |
| ---------- | --- | --- | --- | --- | --- | --- | --- |
| 15.04.2014 | BL | – | EL | SV Ried | – | SKN St. Pölten | 1:2 (1:1) |
|            | Torschützen: | Torschützen: | Torschützen: | 0:1 (9.) Mirnel Sadović, 1:1 (13.) Clemens Walch, 1:2 (57., Elfmeter) Osman Bozkurt                                                            | 0:1 (9.) Mirnel Sadović, 1:1 (13.) Clemens Walch, 1:2 (57., Elfmeter) Osman Bozkurt                                                            | 0:1 (9.) Mirnel Sadović, 1:1 (13.) Clemens Walch, 1:2 (57., Elfmeter) Osman Bozkurt                                                            | 0:1 (9.) Mirnel Sadović, 1:1 (13.) Clemens Walch, 1:2 (57., Elfmeter) Osman Bozkurt                                                            |
| 16.04.2014 | BL | – | BL | Wolfsberger AC | – | FC Red Bull Salzburg | 0:6 (0:0) |
|            | Torschützen: | Torschützen: | Torschützen: | 0:1 (49.) Florian Klein, 0:2 (59.) André Ramalho, 0:3 (72.) Alan, 0:4 (77., Elfmeter) Robert Žulj, 0:5 (90.) Marco Meilinger, 0:6 (90.+2) Alan | 0:1 (49.) Florian Klein, 0:2 (59.) André Ramalho, 0:3 (72.) Alan, 0:4 (77., Elfmeter) Robert Žulj, 0:5 (90.) Marco Meilinger, 0:6 (90.+2) Alan | 0:1 (49.) Florian Klein, 0:2 (59.) André Ramalho, 0:3 (72.) Alan, 0:4 (77., Elfmeter) Robert Žulj, 0:5 (90.) Marco Meilinger, 0:6 (90.+2) Alan | 0:1 (49.) Florian Klein, 0:2 (59.) André Ramalho, 0:3 (72.) Alan, 0:4 (77., Elfmeter) Robert Žulj, 0:5 (90.) Marco Meilinger, 0:6 (90.+2) Alan |
| 15.04.2014 | EL | – | RL | SV Horn | – | SKU Amstetten | 2:0 (0:0) |
|            | Torschützen: | Torschützen: | Torschützen: | 1:0 (68.) Florian Sittsam, 2:0 (78., Elfmeter) Aleksandar Djordjevic                                                                           | 1:0 (68.) Florian Sittsam, 2:0 (78., Elfmeter) Aleksandar Djordjevic                                                                           | 1:0 (68.) Florian Sittsam, 2:0 (78., Elfmeter) Aleksandar Djordjevic                                                                           | 1:0 (68.) Florian Sittsam, 2:0 (78., Elfmeter) Aleksandar Djordjevic                                                                           |
| 08.04.2014 | BL | – | BL | FC Admira Wacker Mödling | – | SK Sturm Graz | 0:1 (0:0) |
|            | Torschützen: | Torschützen: | Torschützen: | 0:1 (50.) Anel Hadžić | 0:1 (50.) Anel Hadžić | 0:1 (50.) Anel Hadžić | 0:1 (50.) Anel Hadžić |
| Legende:   | BL = Bundesliga (1. Leistungsstufe) – EL = Erste Liga (2. Leistungsstufe) – RL = Regionalliga (3. Leistungsstufe) | BL = Bundesliga (1. Leistungsstufe) – EL = Erste Liga (2. Leistungsstufe) – RL = Regionalliga (3. Leistungsstufe) | BL = Bundesliga (1. Leistungsstufe) – EL = Erste Liga (2. Leistungsstufe) – RL = Regionalliga (3. Leistungsstufe) | BL = Bundesliga (1. Leistungsstufe) – EL = Erste Liga (2. Leistungsstufe) – RL = Regionalliga (3. Leistungsstufe)                              | BL = Bundesliga (1. Leistungsstufe) – EL = Erste Liga (2. Leistungsstufe) – RL = Regionalliga (3. Leistungsstufe)                              | BL = Bundesliga (1. Leistungsstufe) – EL = Erste Liga (2. Leistungsstufe) – RL = Regionalliga (3. Leistungsstufe)                              | BL = Bundesliga (1. Leistungsstufe) – EL = Erste Liga (2. Leistungsstufe) – RL = Regionalliga (3. Leistungsstufe)                              |

### Halbfinale

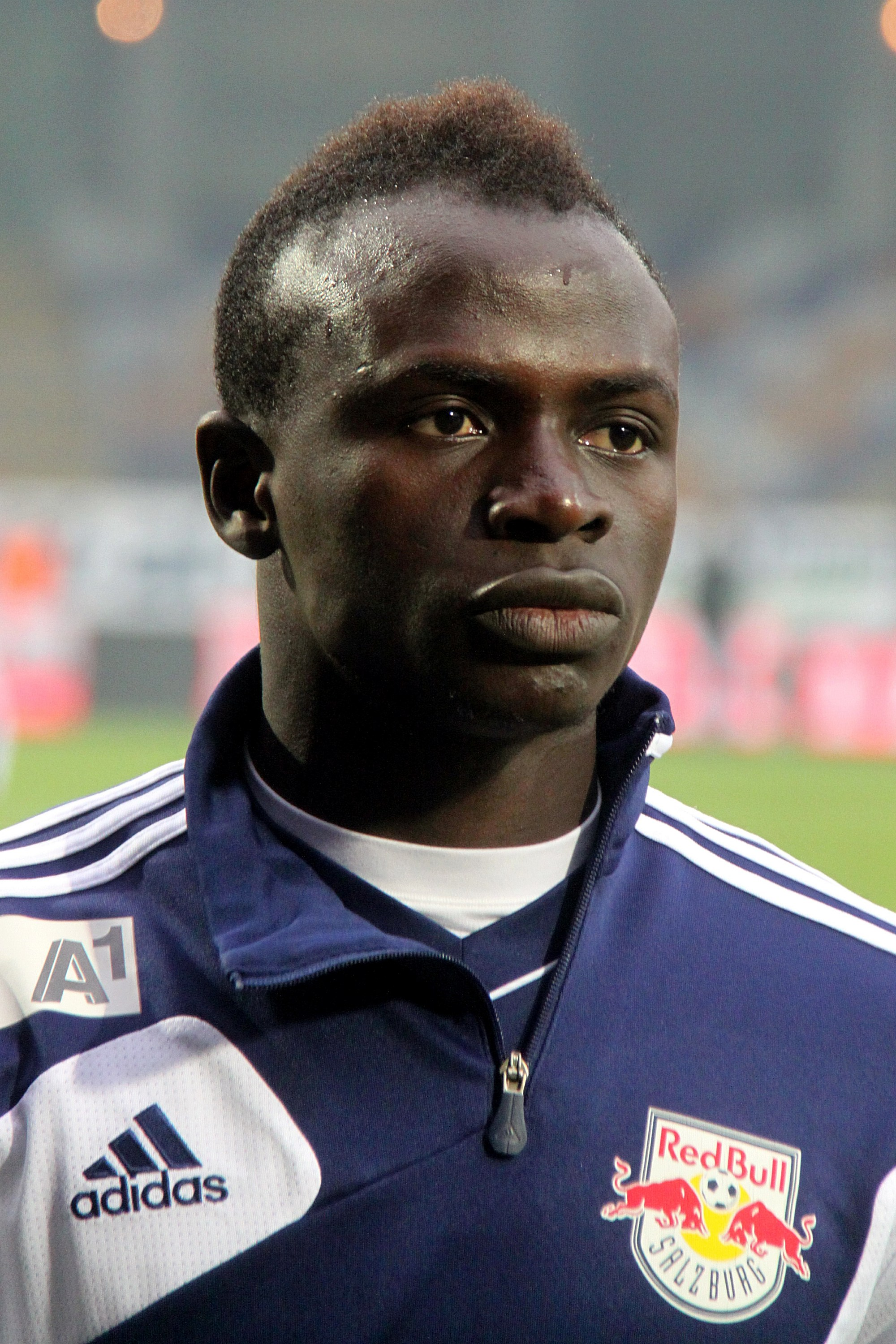
Dreifacher Torschütze für den FC Red Bull Salzburg Sadio Mané

Folgende Mannschaften sind qualifiziert:
- Bundesliga (2) – SK Sturm Graz, FC Red Bull Salzburg
- Erste Liga (2) – SV Horn, SKN St. Pölten

Die Auslosung fand am 20. April 2014 statt, die Halbfinalspiele wurden am 7. Mai 2014 ausgetragen.
| Datum      | Liga                                                                      | Liga                                                                      | Liga                                                                      | Heimmannschaft | | Gastmannschaft | Ergebnis |
| ---------- | ------------------------------------------------------------------------- | ------------------------------------------------------------------------- | ------------------------------------------------------------------------- | --- | --- | --- | --- |
| 07.05.2014 | EL                                                                        | –                                                                         | BL                                                                        | SV Horn | – | FC Red Bull Salzburg | 0:7 (0:2) |
|            | Torschützen:                                                              | Torschützen:                                                              | Torschützen:                                                              | 0:1 (29., Eigentor) Nico Antonitsch, 0:2 (31.) Sadio Mané, 0:3 (52.) Kevin Kampl, 0:4 (65.) Sadio Mané, 0:5 (75.) Alan, 0:6 (79.) Sadio Mané, 0:7 (83.) Robert Žulj | 0:1 (29., Eigentor) Nico Antonitsch, 0:2 (31.) Sadio Mané, 0:3 (52.) Kevin Kampl, 0:4 (65.) Sadio Mané, 0:5 (75.) Alan, 0:6 (79.) Sadio Mané, 0:7 (83.) Robert Žulj | 0:1 (29., Eigentor) Nico Antonitsch, 0:2 (31.) Sadio Mané, 0:3 (52.) Kevin Kampl, 0:4 (65.) Sadio Mané, 0:5 (75.) Alan, 0:6 (79.) Sadio Mané, 0:7 (83.) Robert Žulj | 0:1 (29., Eigentor) Nico Antonitsch, 0:2 (31.) Sadio Mané, 0:3 (52.) Kevin Kampl, 0:4 (65.) Sadio Mané, 0:5 (75.) Alan, 0:6 (79.) Sadio Mané, 0:7 (83.) Robert Žulj |
| 07.05.2014 | EL                                                                        | –                                                                         | BL                                                                        | SKN St. Pölten | – | SK Sturm Graz | 0:0 / 1:0 n. V. |
|            | Torschützen:                                                              | Torschützen:                                                              | Torschützen:                                                              | 1:0 (98.) Gary Noël | 1:0 (98.) Gary Noël | 1:0 (98.) Gary Noël | 1:0 (98.) Gary Noël |
| Legende:   | BL = Bundesliga (1. Leistungsstufe) – EL = Erste Liga (2. Leistungsstufe) | BL = Bundesliga (1. Leistungsstufe) – EL = Erste Liga (2. Leistungsstufe) | BL = Bundesliga (1. Leistungsstufe) – EL = Erste Liga (2. Leistungsstufe) | BL = Bundesliga (1. Leistungsstufe) – EL = Erste Liga (2. Leistungsstufe)                                                                                           | BL = Bundesliga (1. Leistungsstufe) – EL = Erste Liga (2. Leistungsstufe)                                                                                           | BL = Bundesliga (1. Leistungsstufe) – EL = Erste Liga (2. Leistungsstufe)                                                                                           | BL = Bundesliga (1. Leistungsstufe) – EL = Erste Liga (2. Leistungsstufe)                                                                                           |

### Endspiel
Das Endspiel fand am 18. Mai 2014 in Klagenfurt statt.
| Paarung              | FC Red Bull Salzburg – SKN St. Pölten |
| Ergebnis             | 4:2 (2:1) |
| Datum                | 18. Mai 2014 |
| Stadion              | Wörthersee Stadion, Klagenfurt am Wörthersee |
| Zuschauer            | 11.700 |
| Schiedsrichter       | Christian Dintar |
| Tore                 | 1:0 Klein (35.); 1:1 Jano (40.); 2:1 Kampl (42.); 3:1 Soriano (63.); 4:1 Soriano (67.); 4:2 Noël (70.) |
| FC Red Bull Salzburg | Péter Gulácsi; Christian Schwegler; André Ramalho Silva; Martin Hinteregger; Andreas Ulmer; Stefan Ilsanker; Florian Klein; Christoph Leitgeb (77. Stefan Hierländer); Kevin Kampl; Alan Douglas Borges de Carvalho (58. Valon Berisha); Jonatan Soriano (86. Robert Žulj) Cheftrainer: Roger Schmidt ( Deutschland) |
| SKN St. Pölten       | Patrick Kostner; Andreas Dober; Martin Grasegger; Tomasz Wisio; Marcel Holzmann; Jano; Dominik Hofbauer; Peter Brandl (30. Lukas Kragl); Konstantin Kerschbaumer (81. Osman Bozkurt); Mirnel Sadović; Bernhard Fucik (53. Gary Noël) Cheftrainer: Gerald Baumgartner                                                 |
| Gelbe Karten         | keine – Konstantin Kerschbaumer; Martin Grasegger |

### Torschützenliste

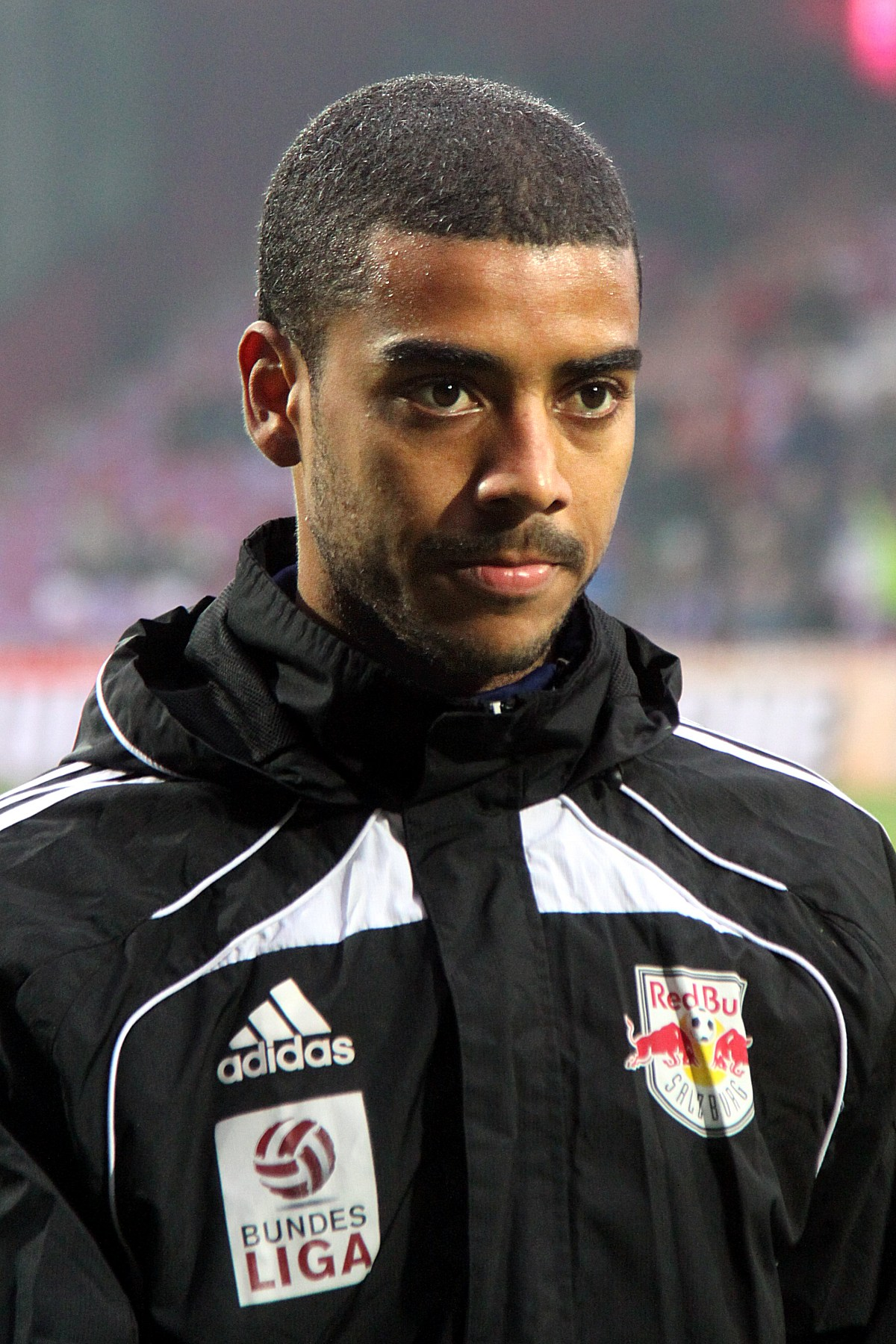
Torschützenkönig Alan

Fett geschriebene Spieler sind noch im Bewerb aktiv.
| Pl.                | Name                   | Mannschaft           | Tore |
| ------------------ | ---------------------- | -------------------- | ---- |
| 01.                | Alan                   | FC Red Bull Salzburg | 05   |
| 01.                | Sadio Mané             | FC Red Bull Salzburg | 05   |
| 03.                | Emir Dilic             | SV Horn              | 04   |
| 03.                | Günter Friesenbichler  | TSV Hartberg         | 04   |
| 03.                | Mario Holzer           | SKU Amstetten        | 04   |
| 03.                | Davorin Kablar         | FC Pasching          | 04   |
| 03.                | Daniel Offenbacher     | SK Sturm Graz        | 04   |
| 03.                | Diego Rottensteiner    | FC Lankowitz         | 04   |
| 08.                | Ibrahim Bingöl         | Kapfenberger SV      | 03   |
| 08.                | Valon Berisha          | FC Red Bull Salzburg | 03   |
| 08.                | Osman Bozkurt          | SKN St. Pölten       | 03   |
| 08.                | Aleksandar Djordjevic  | SV Horn              | 03   |
| 08.                | Michael Frantsich      | SC Mannsdorf         | 03   |
| 08.                | Marco Sahanek          | SV Horn              | 03   |
| 08.                | Jannick Schibany       | SKN St. Pölten       | 03   |
| 08.                | Jonatan Soriano        | FC Red Bull Salzburg | 03   |
| 08.                | Christopher Wernitznig | FC Wacker Innsbruck  | 03   |
| 08.                | Robert Zulj            | FC Red Bull Salzburg | 03   |
| Stand: 7. Mai 2014 |                        |                      |      |